# D-LIVE!!
『D-LIVE!!』（ドライブ）は、皆川亮二作の漫画作品。『週刊少年サンデー』誌上に、2002年44号から2006年18号まで連載された。単行本は、小学館サンデーコミックススペシャルより全15巻が刊行されている。

## 解説
国際的人材派遣会社『ASE』（エース）に所属するマルチドライバー・斑鳩悟が、あらゆる乗り物を使いこなして任務を遂行する様子を描くアクション漫画である。脚本制作には、七月鏡一、たかしげ宙、横溝邦彦らが参加している。
数話を一章とする各章完結の形態を取っており、ストーリーの内容もドッグファイトから人命救助、犯罪者の追跡、オートバイレース、遺跡発掘、カー・スタントまで多岐に渡る。各章のサブタイトルには様々な映画のタイトルが採用され、また主要登場人物の名前は全て鳥類に由来したものとなっている。
外伝作品として、悟の父・真を主人公に据えた『A-LIVE!!』（アライブ!!）がある。
2010年11月にはニューギンよりパチスロ機『エピソードドライブ』が発売された。

## あらすじ

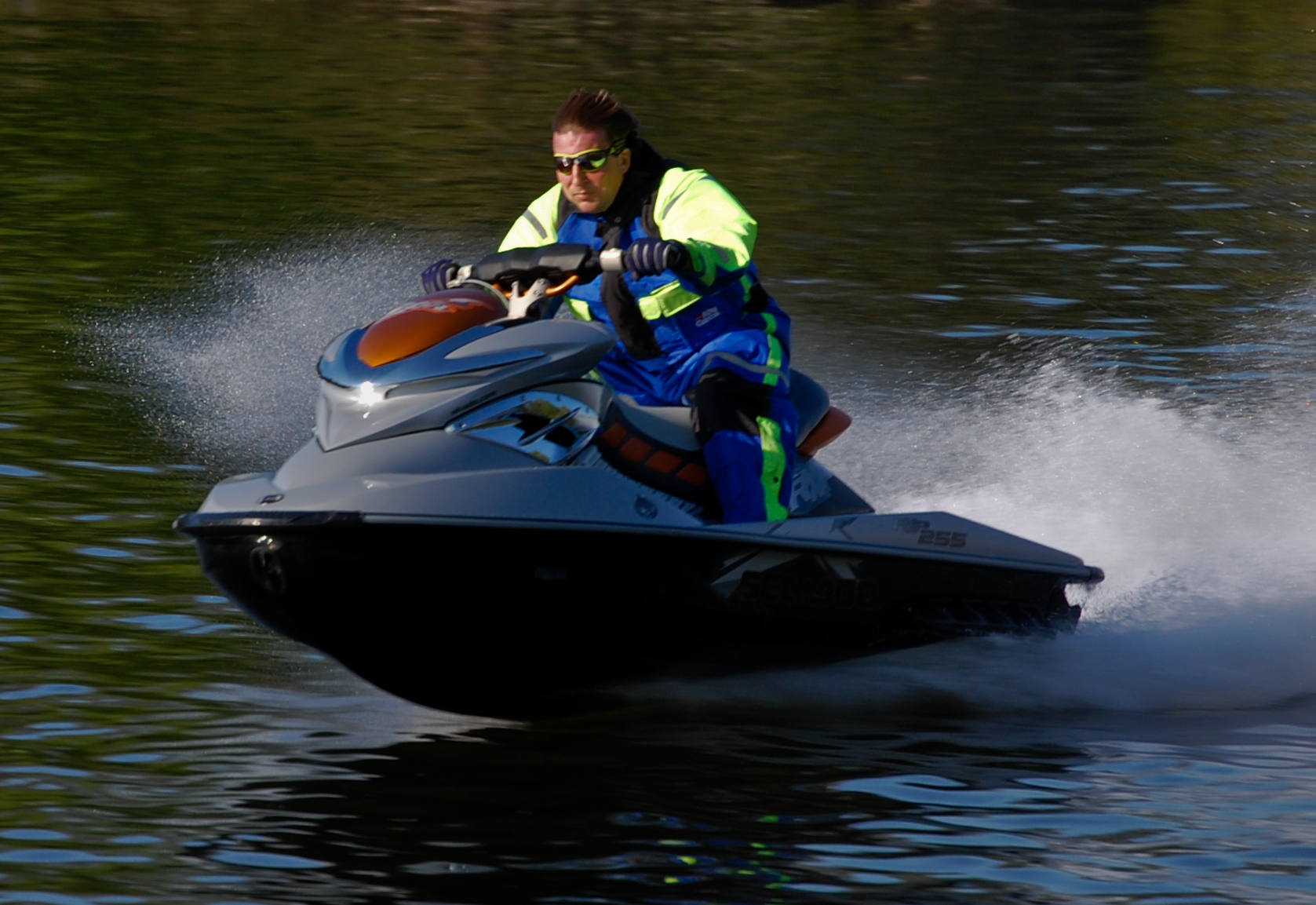
ep1で登場した、水上オートバイ。

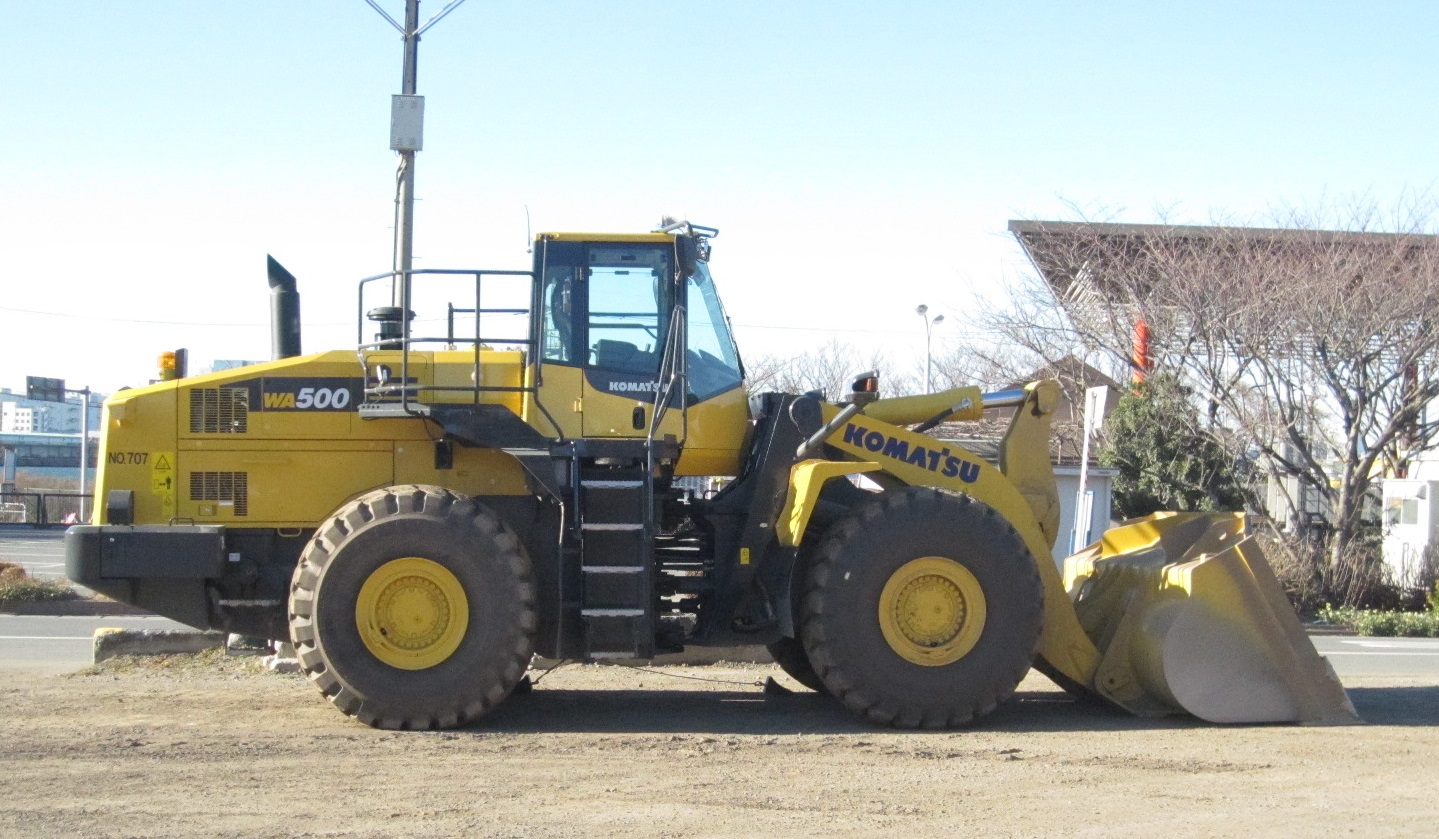
ep2で登場した、ホイールローダー。

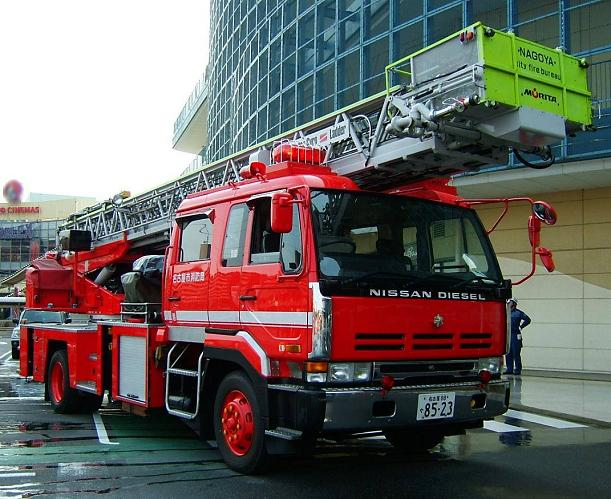
ep2で登場した、はしご付消防車。

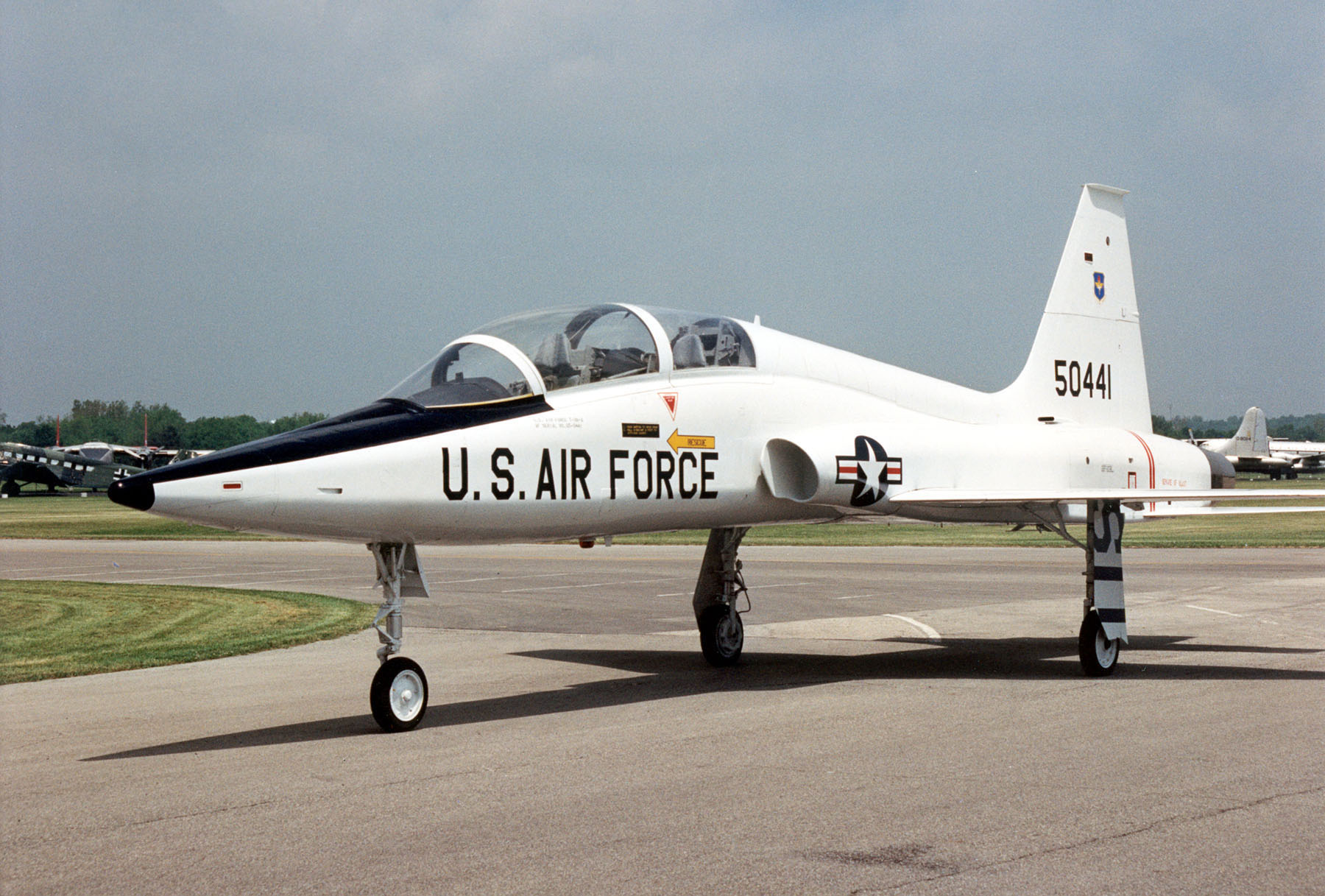
ep3で登場した、ジェット機 T-38。

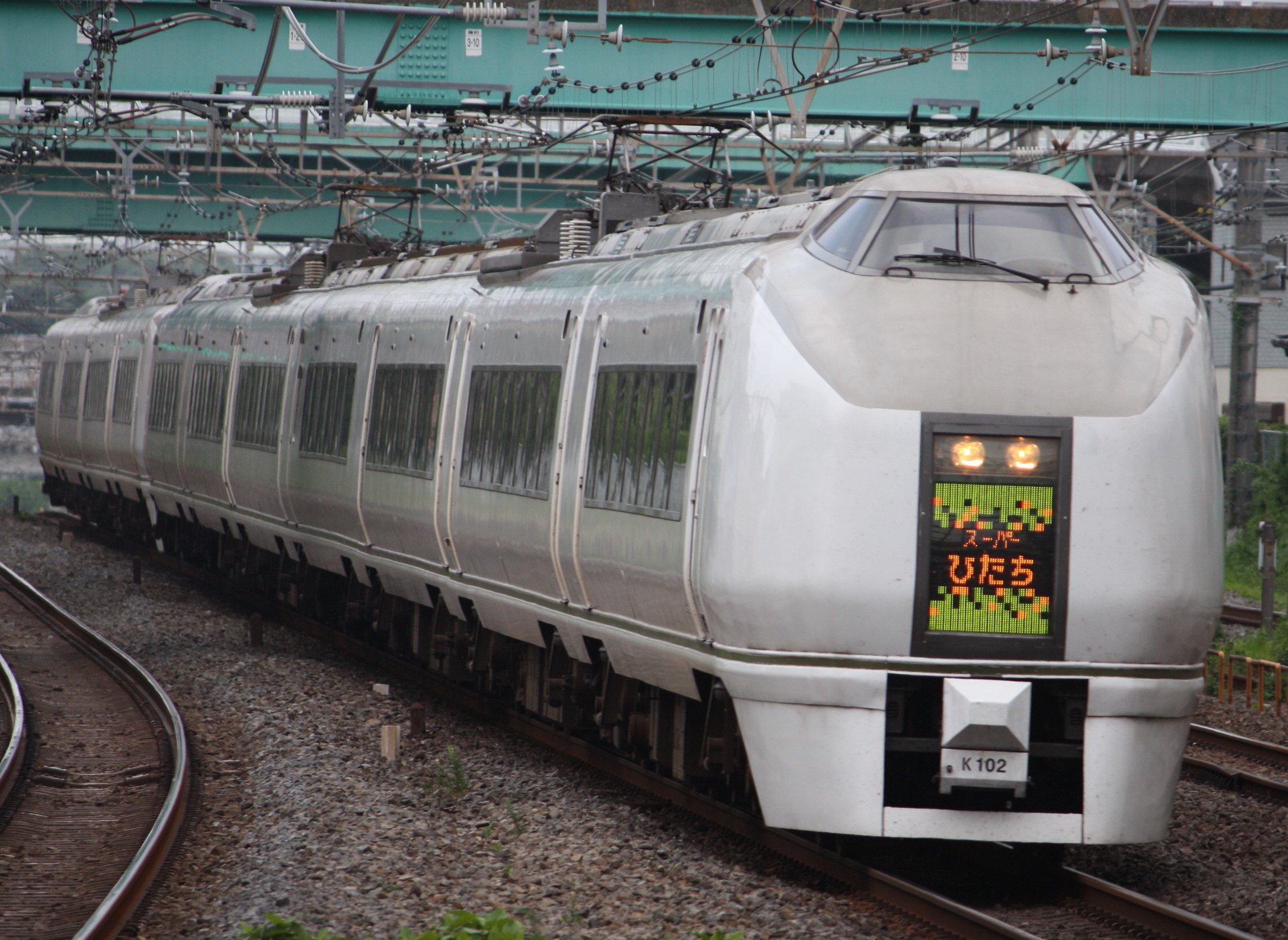
ep4で登場した、スーパーひたち。

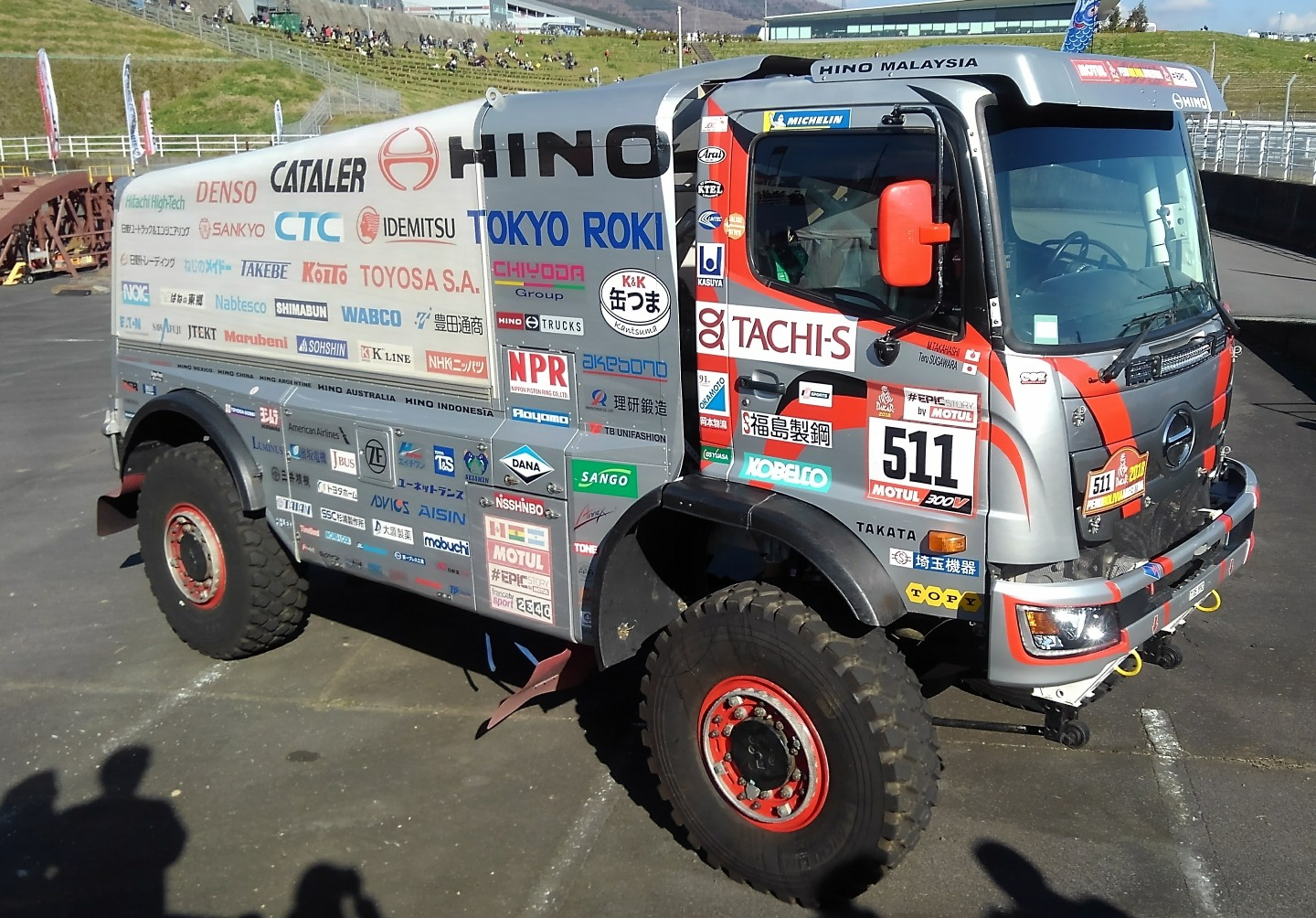
ep5で登場した、カミオンの一例。

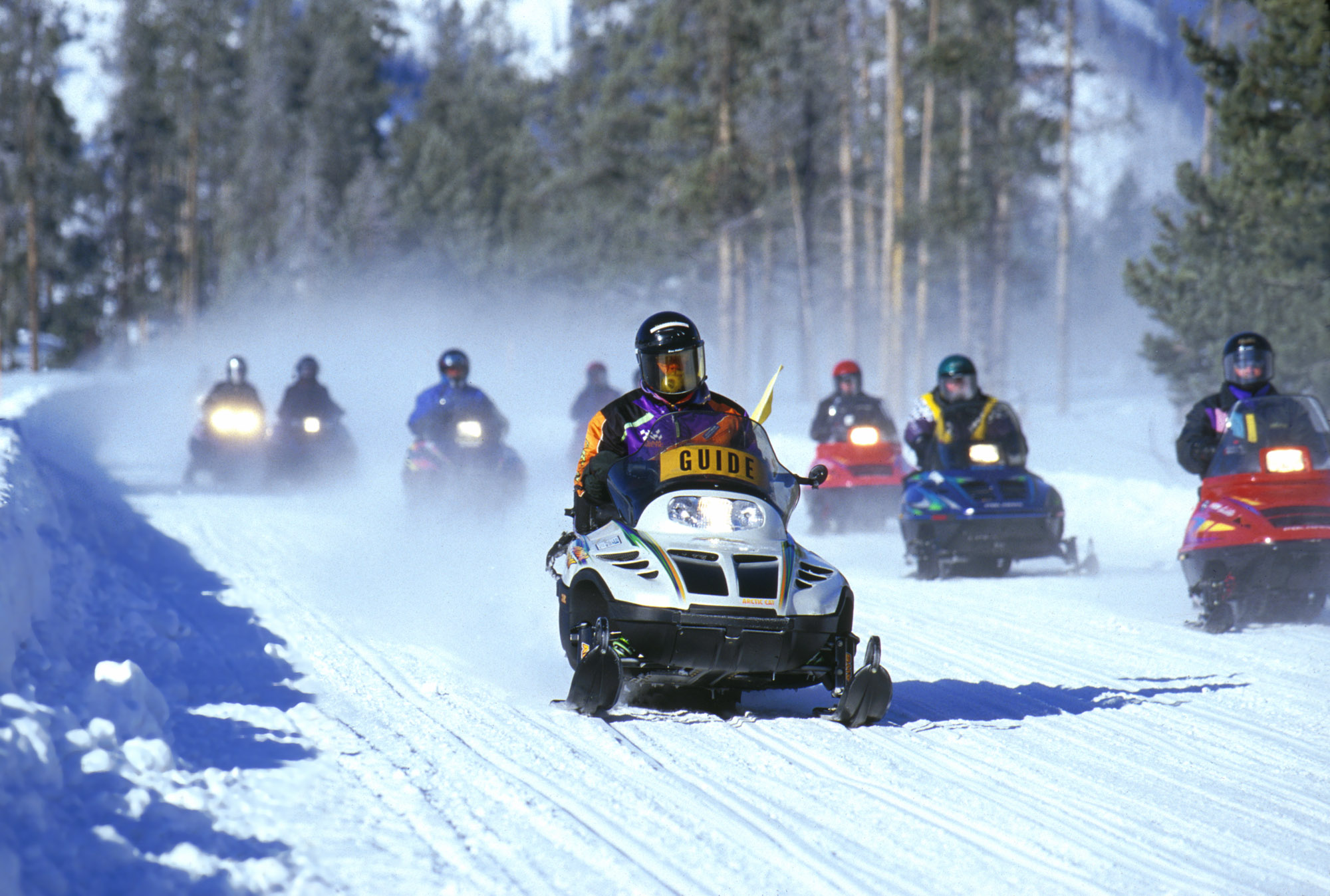
ep6で登場した、スノーモービル。

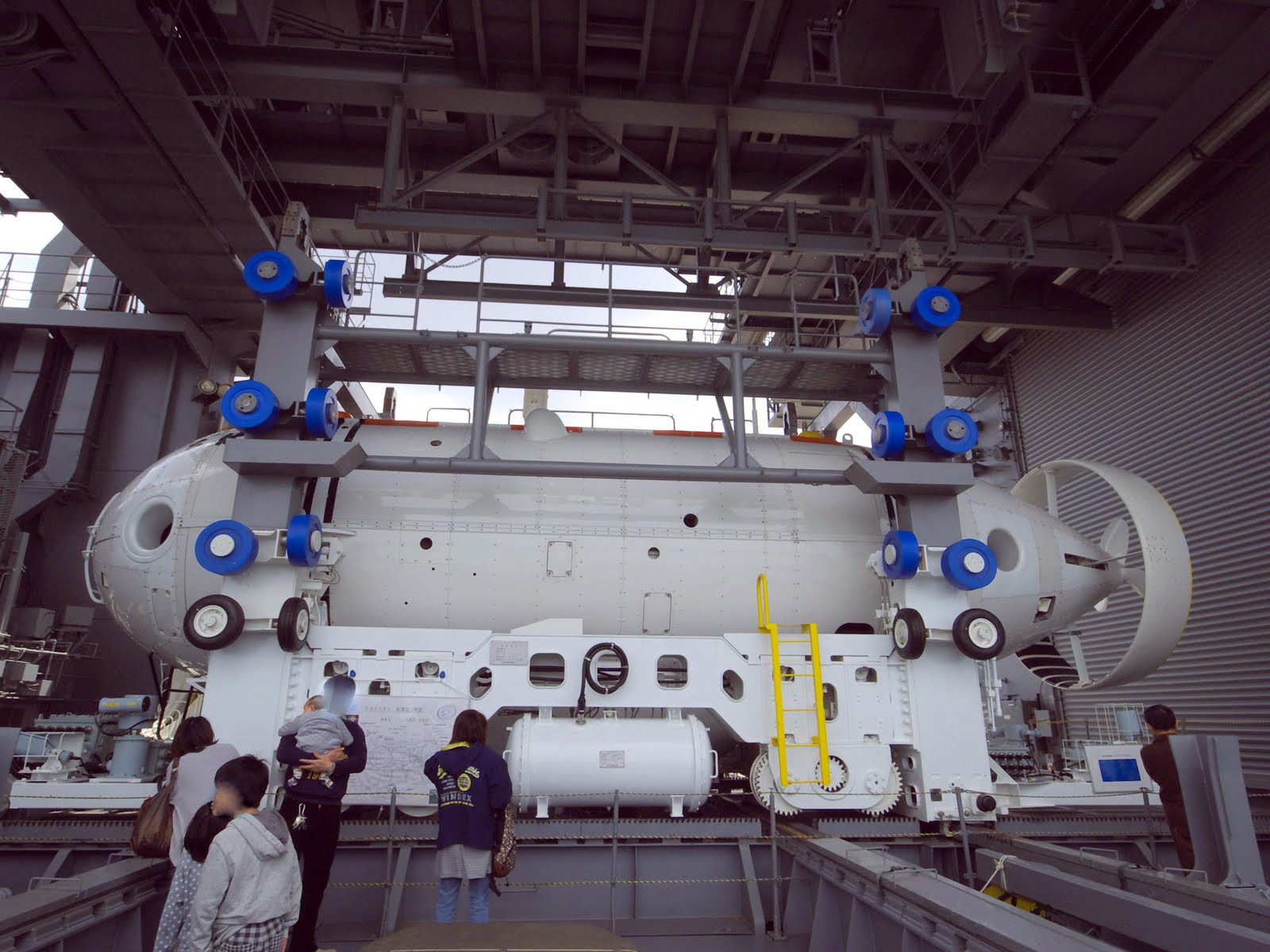
ep8で登場した、潜水艦救難艦ちはやに装備された深海救難艇 (09DSRV)。

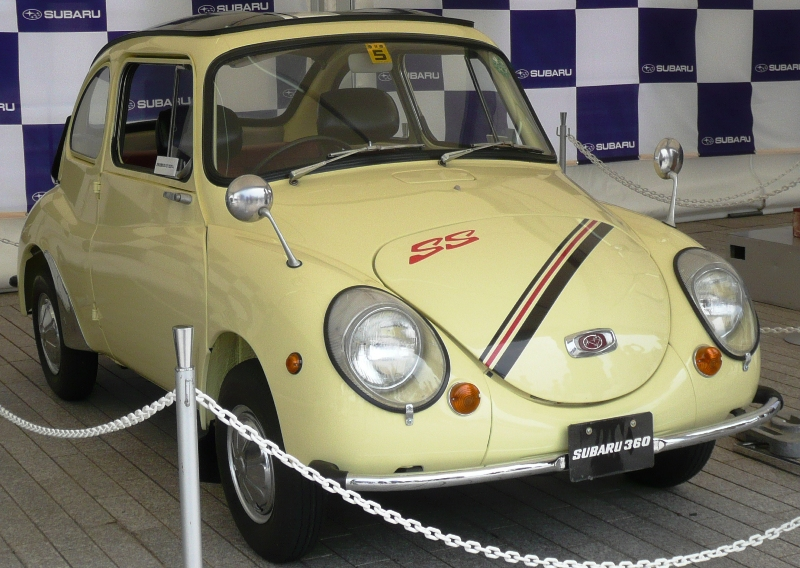
ep9で登場した、スバル360ヤングSS。

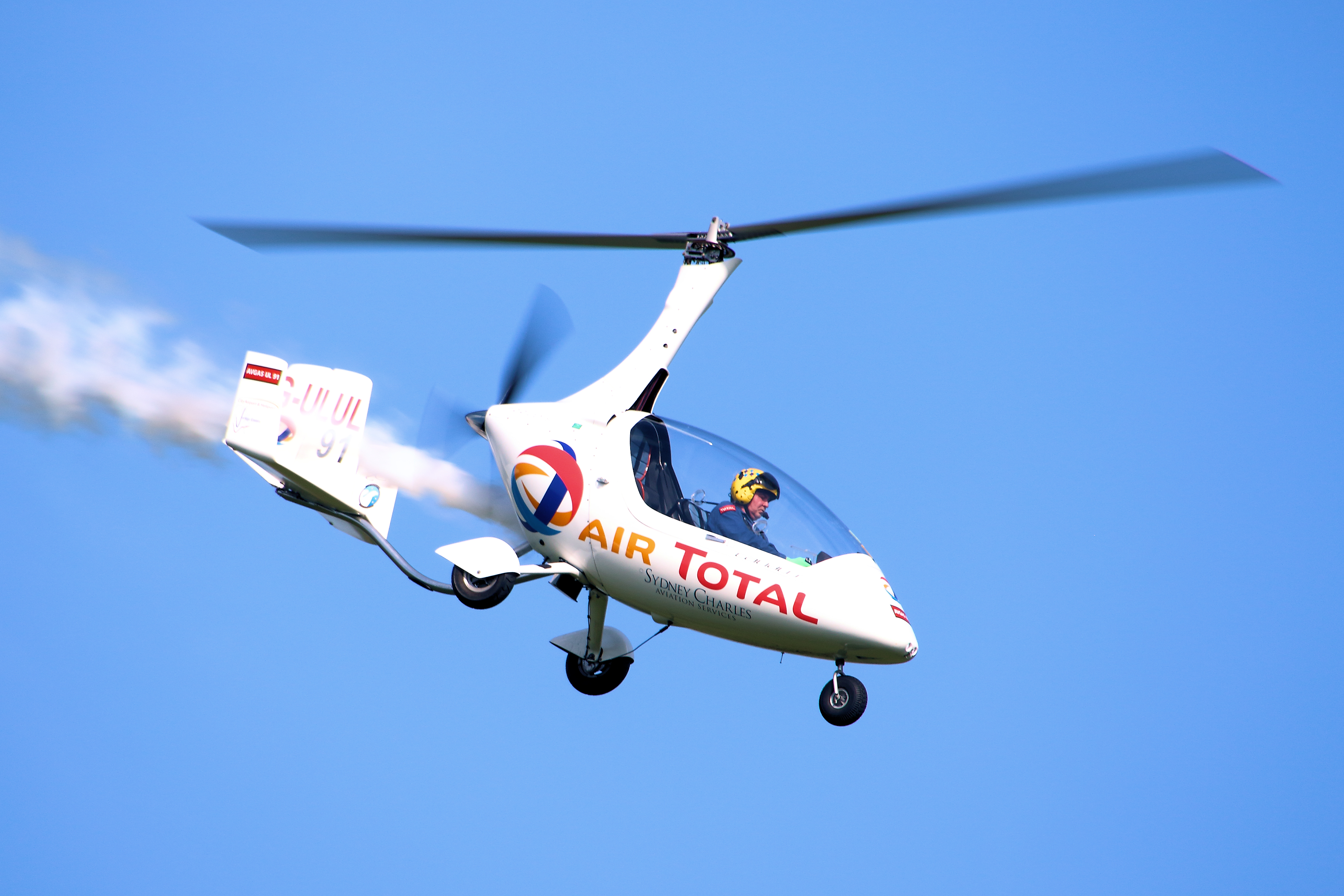
ep10で登場した、ジャイロプレーンの一例。

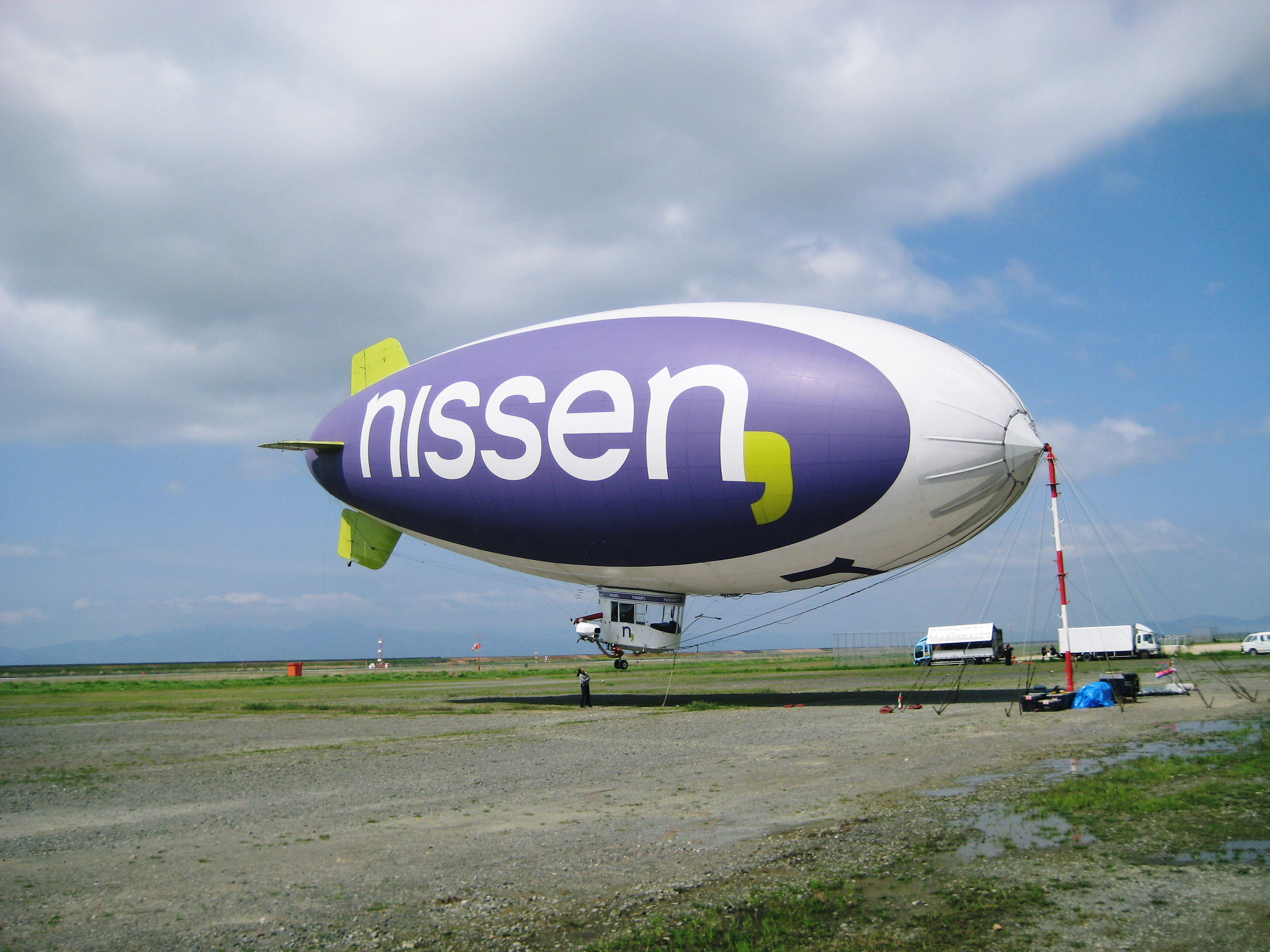
ep12で登場した、飛行船の一例。

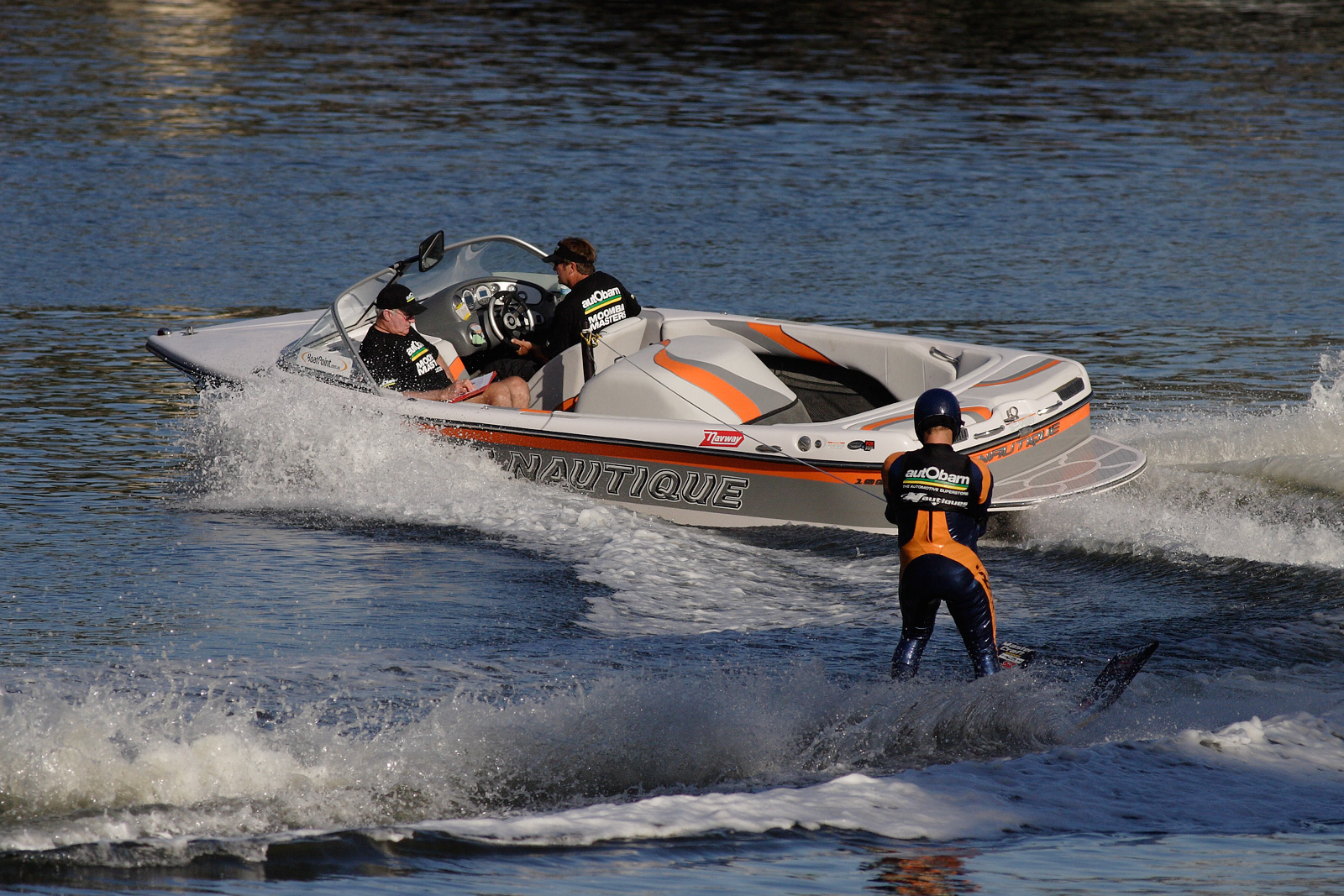
ep13で登場した、パワーボートの一例。

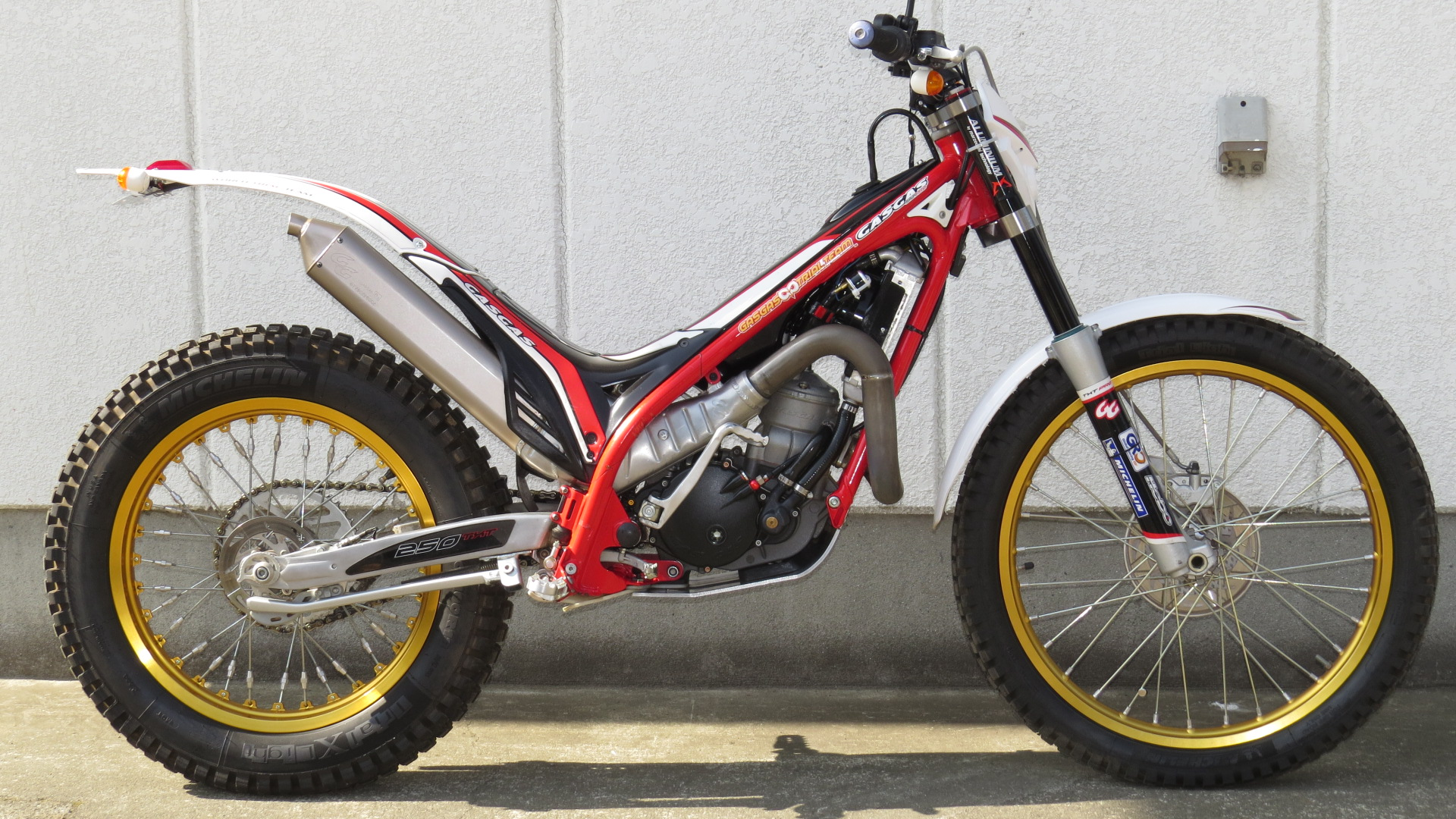
ep14で登場した、TXT PRO。

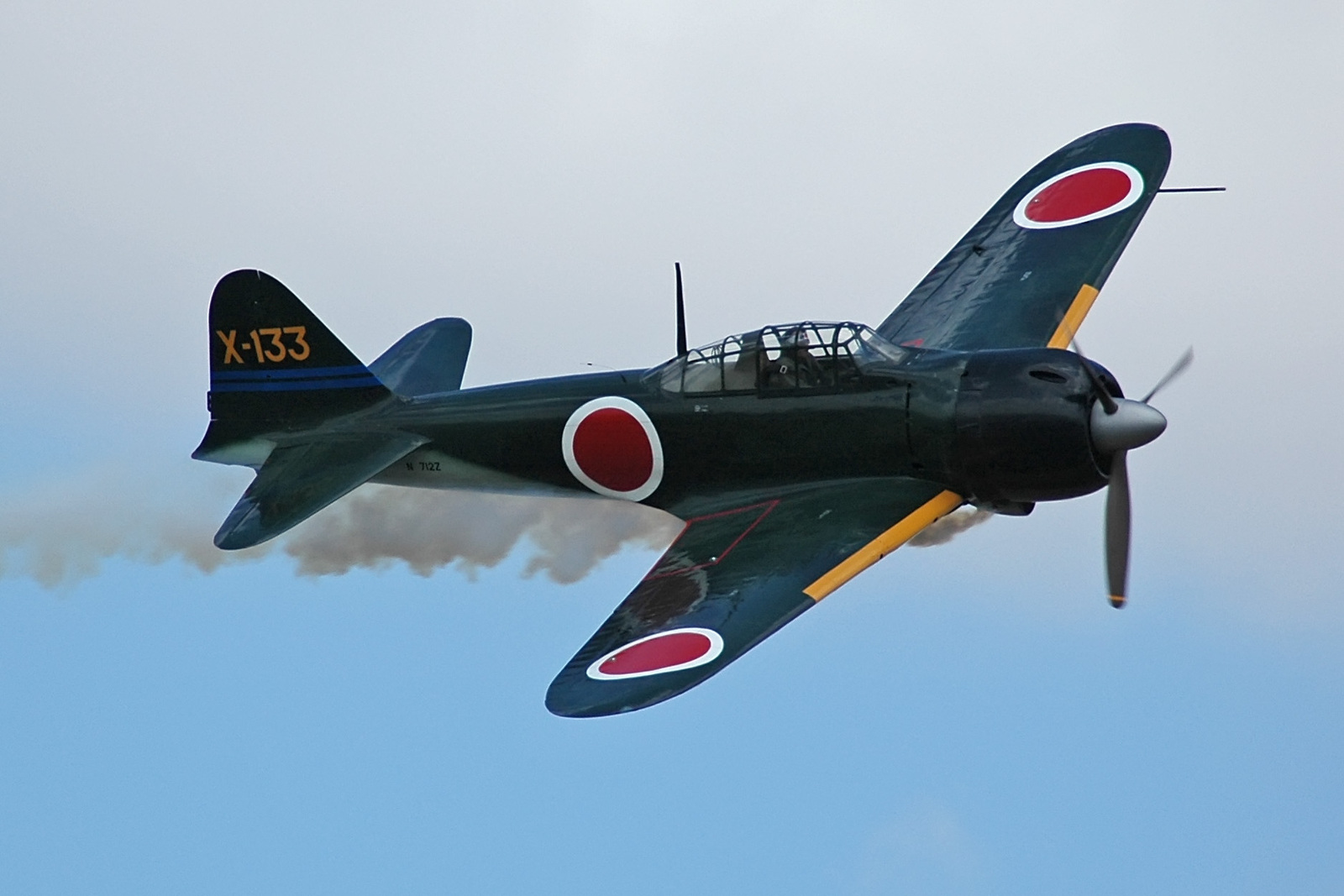
ep16で登場した、零戦戦闘機。

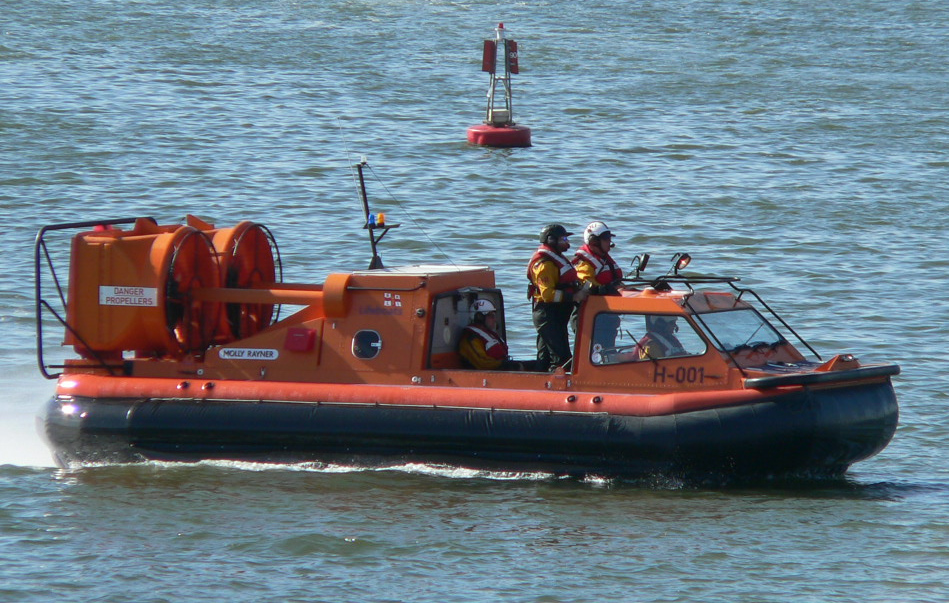
ep18で登場した、ホバークラフトの一例。

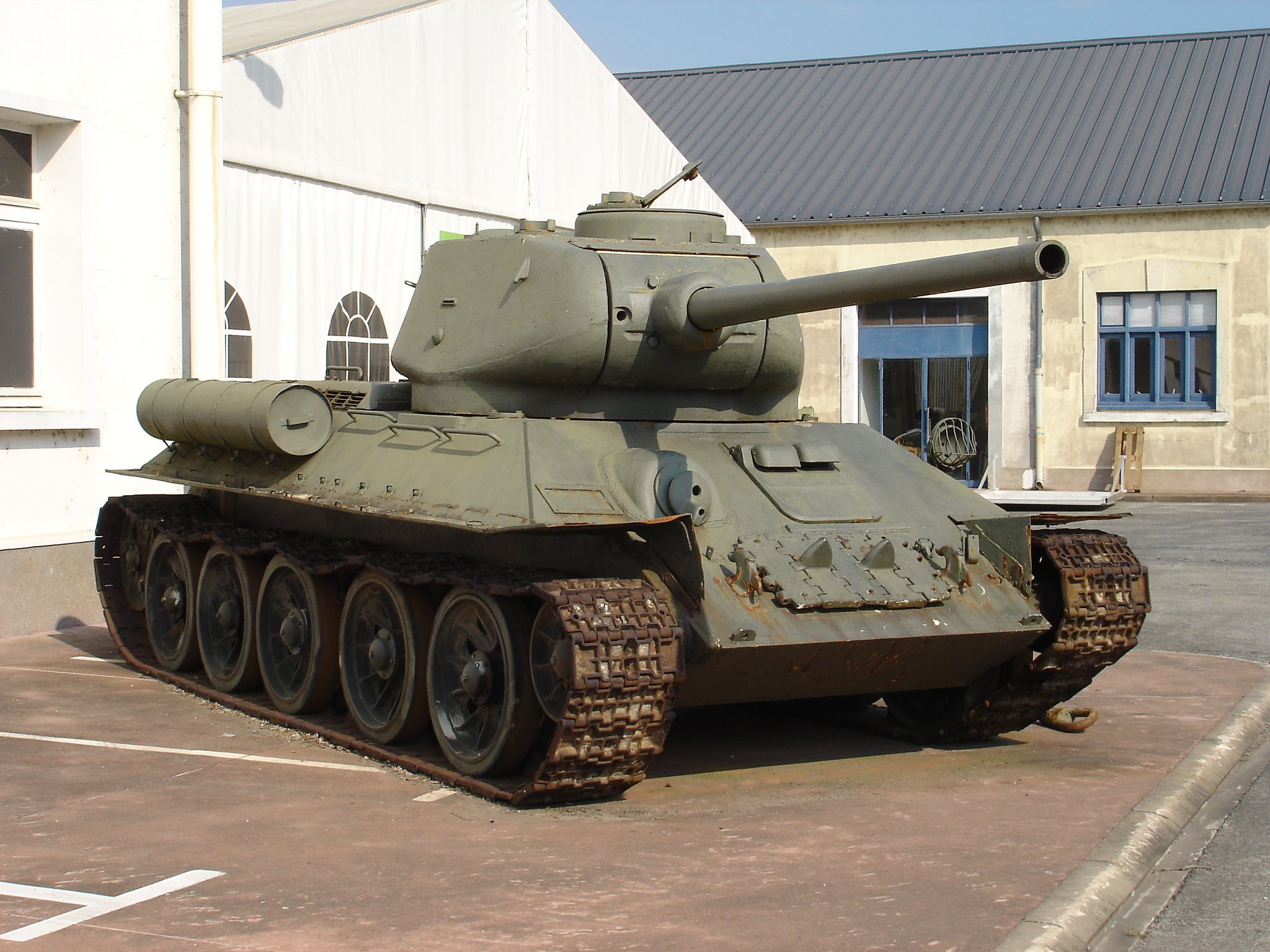
ep19で登場した、T-34/85。

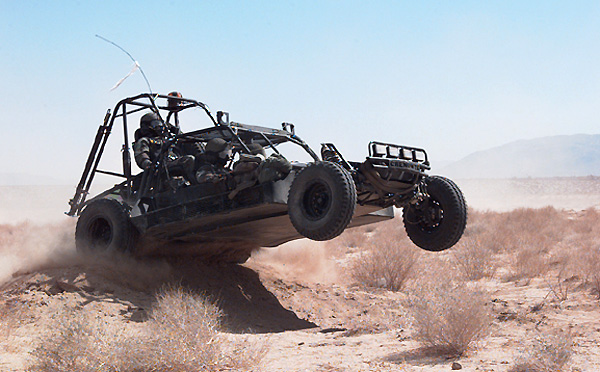
ep21で登場した、哨戒車両FAV。

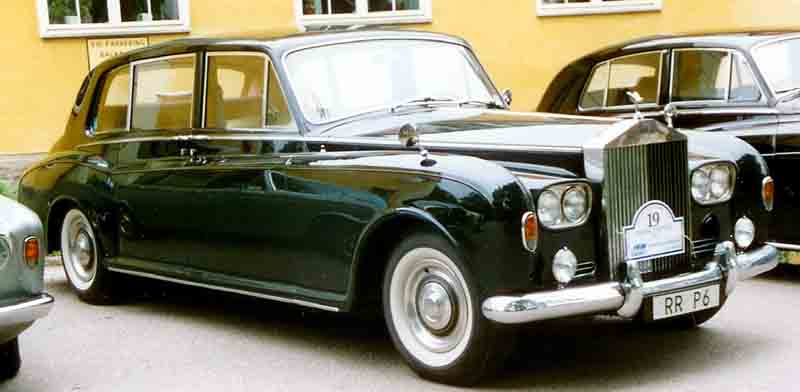
ep22で登場した、ロールスロイス・ファントムVI。

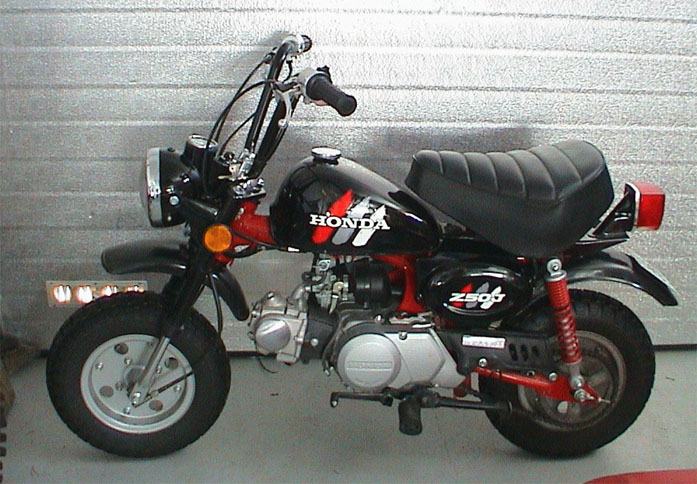
ep23で登場した、「ホンダ・モンキー」の一例。

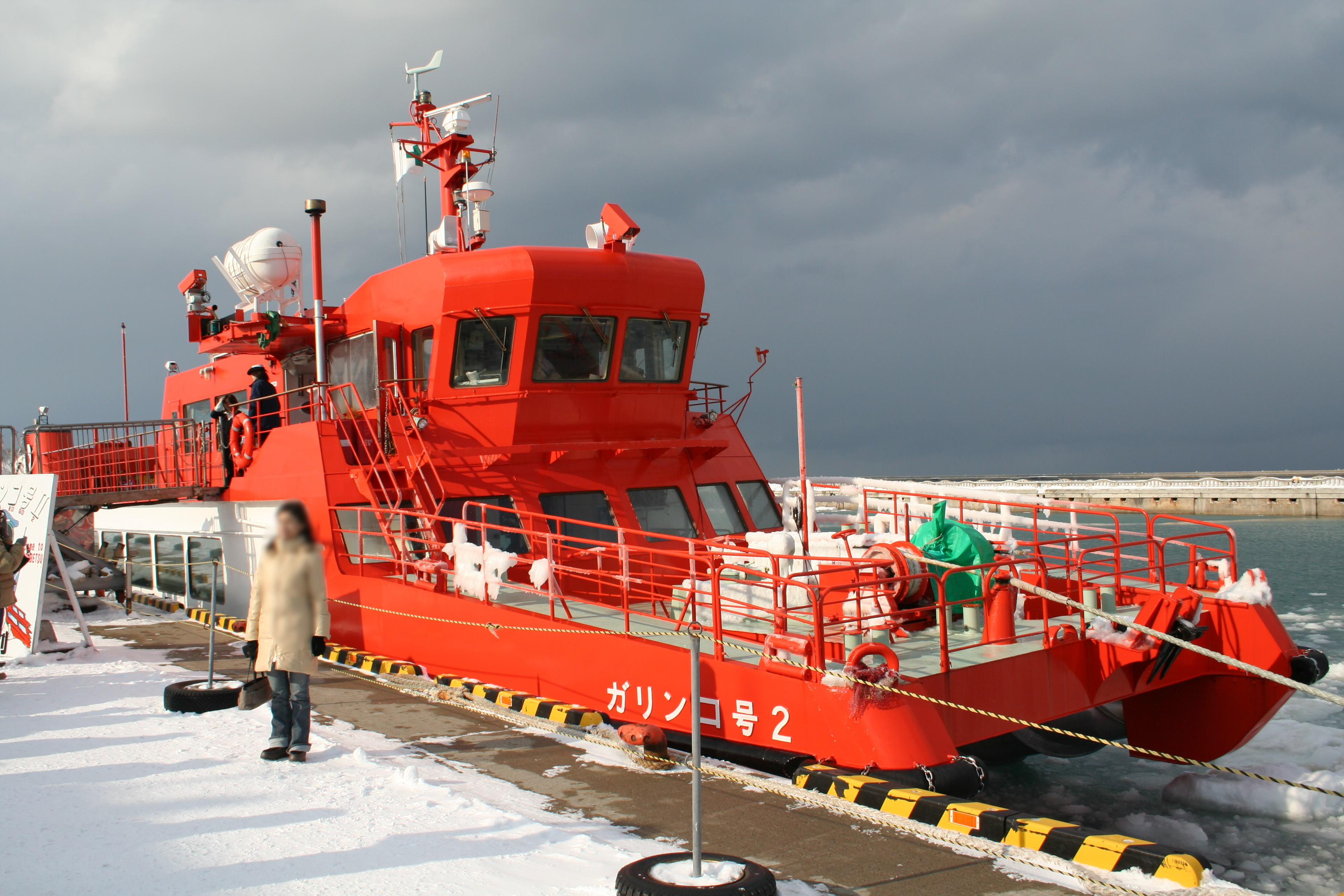
ep25で登場した、ガリンコ号II。

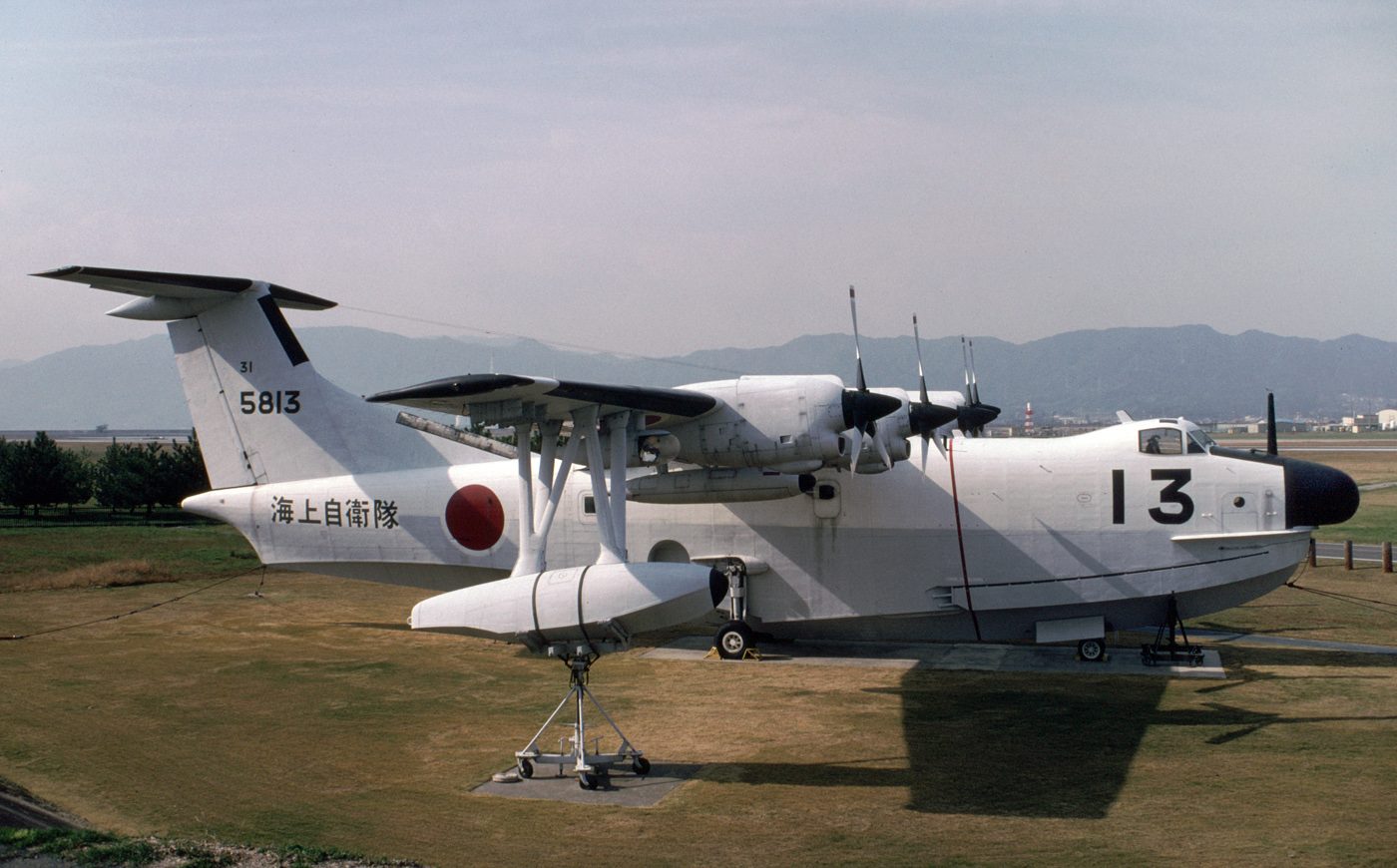
ep26で登場した、消防飛行艇のモデルとなった新明和工業の「PS-1」。

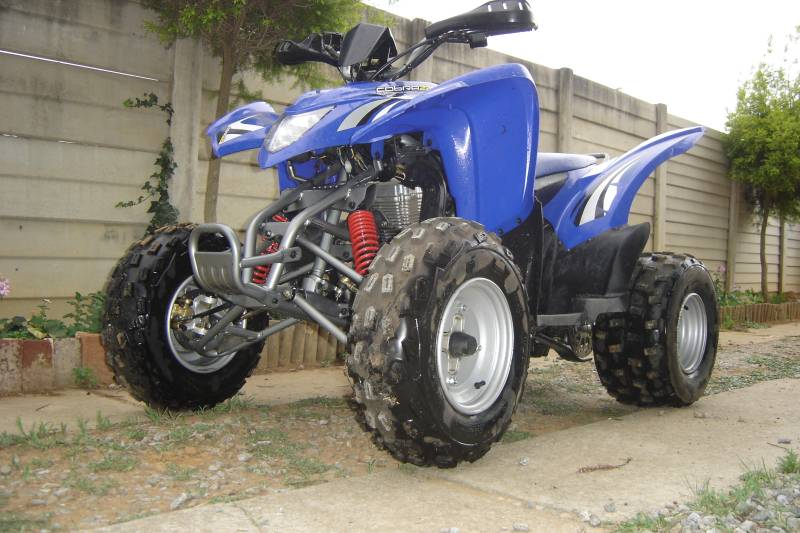
ep27で登場した、小型四輪バギー「ホンダ・TRX450R」。

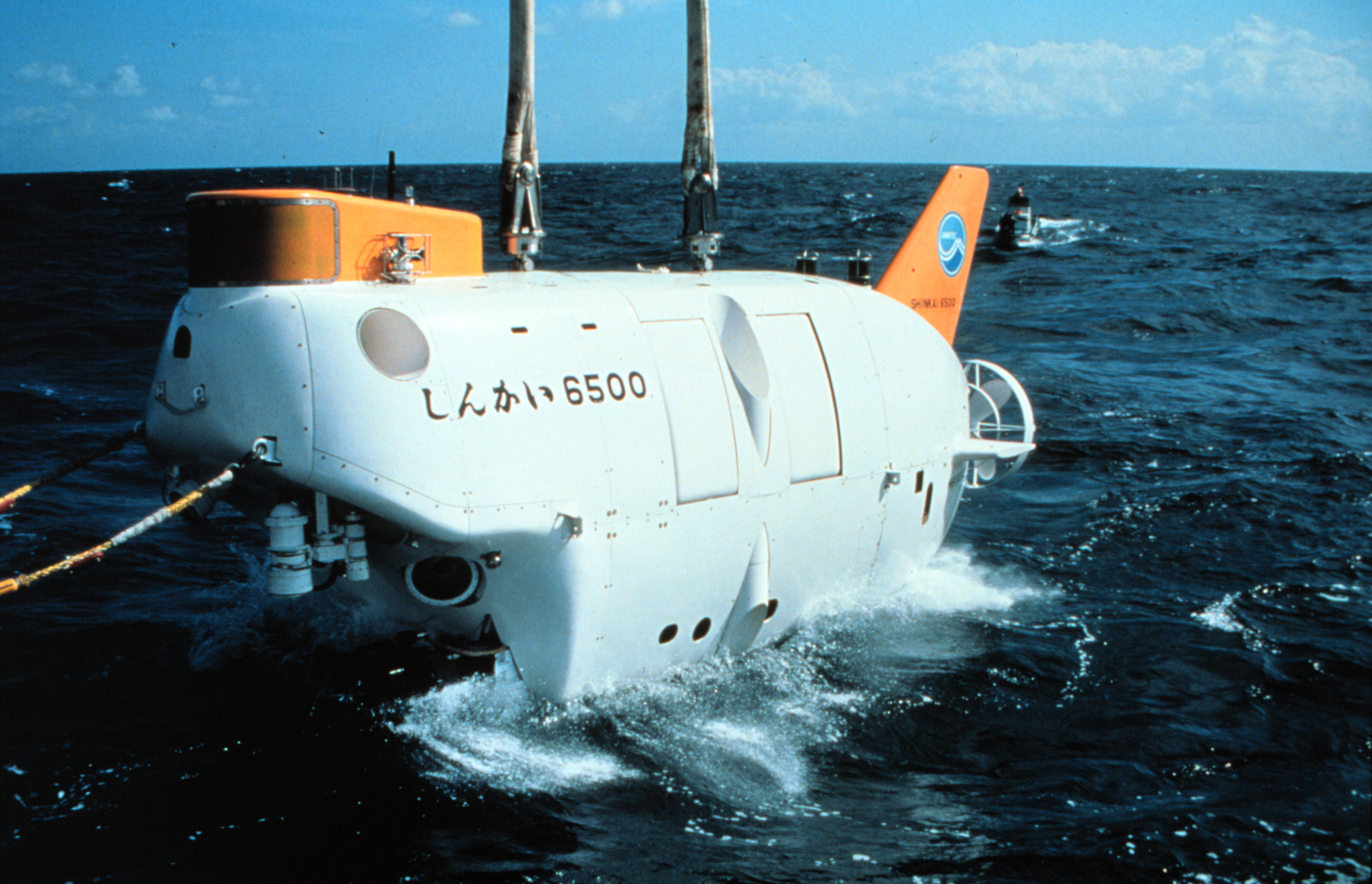
ep28で登場した、深海探査艇の一例。

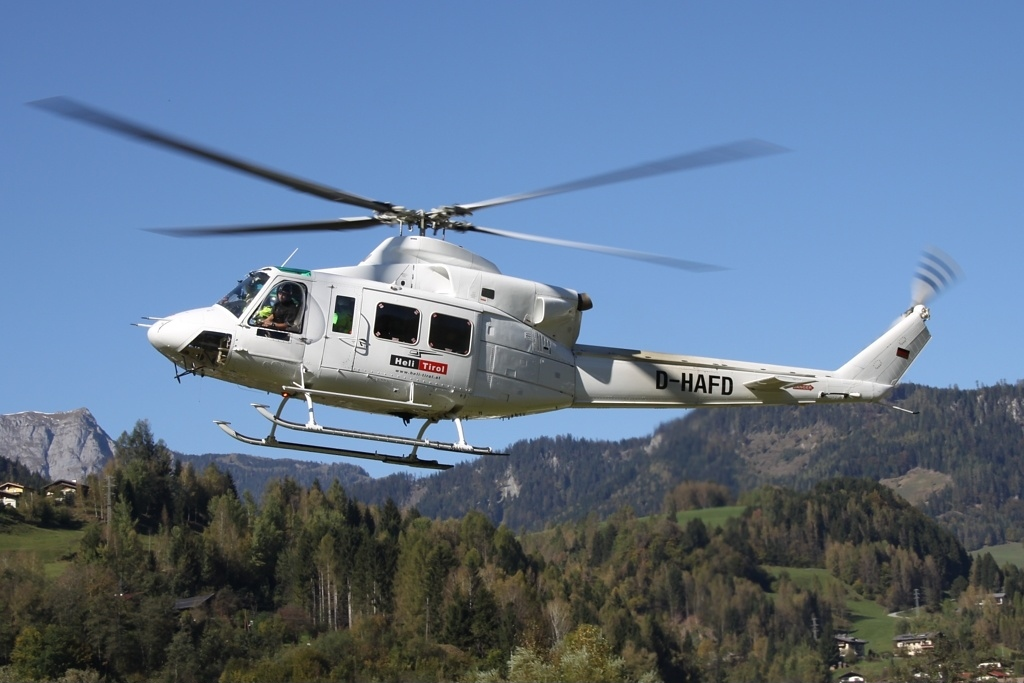
ep29で登場した、ヘリコプター「ベル 412」。

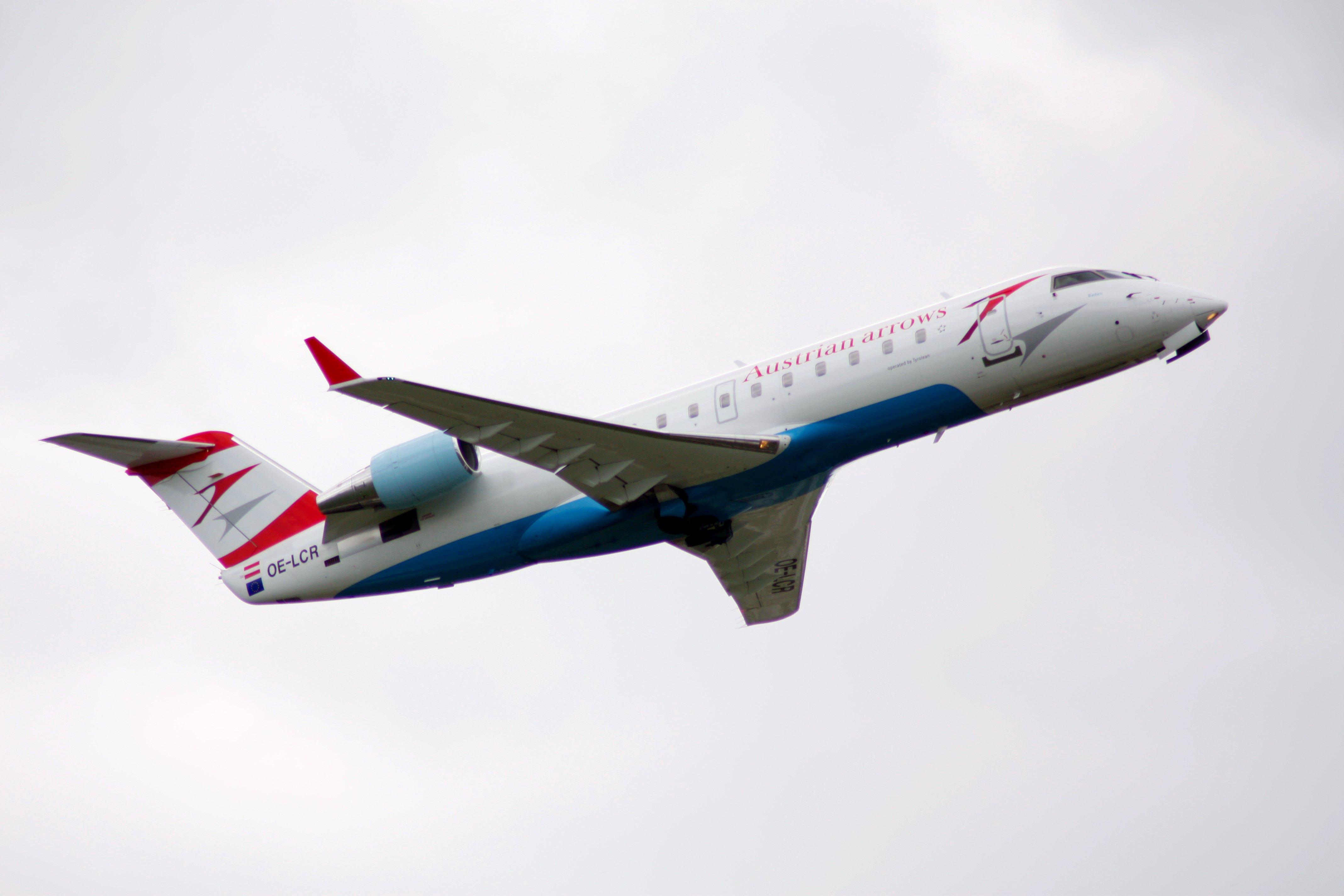
ep31で登場した、ジェット旅客機「ボンバルディア CRJ」。

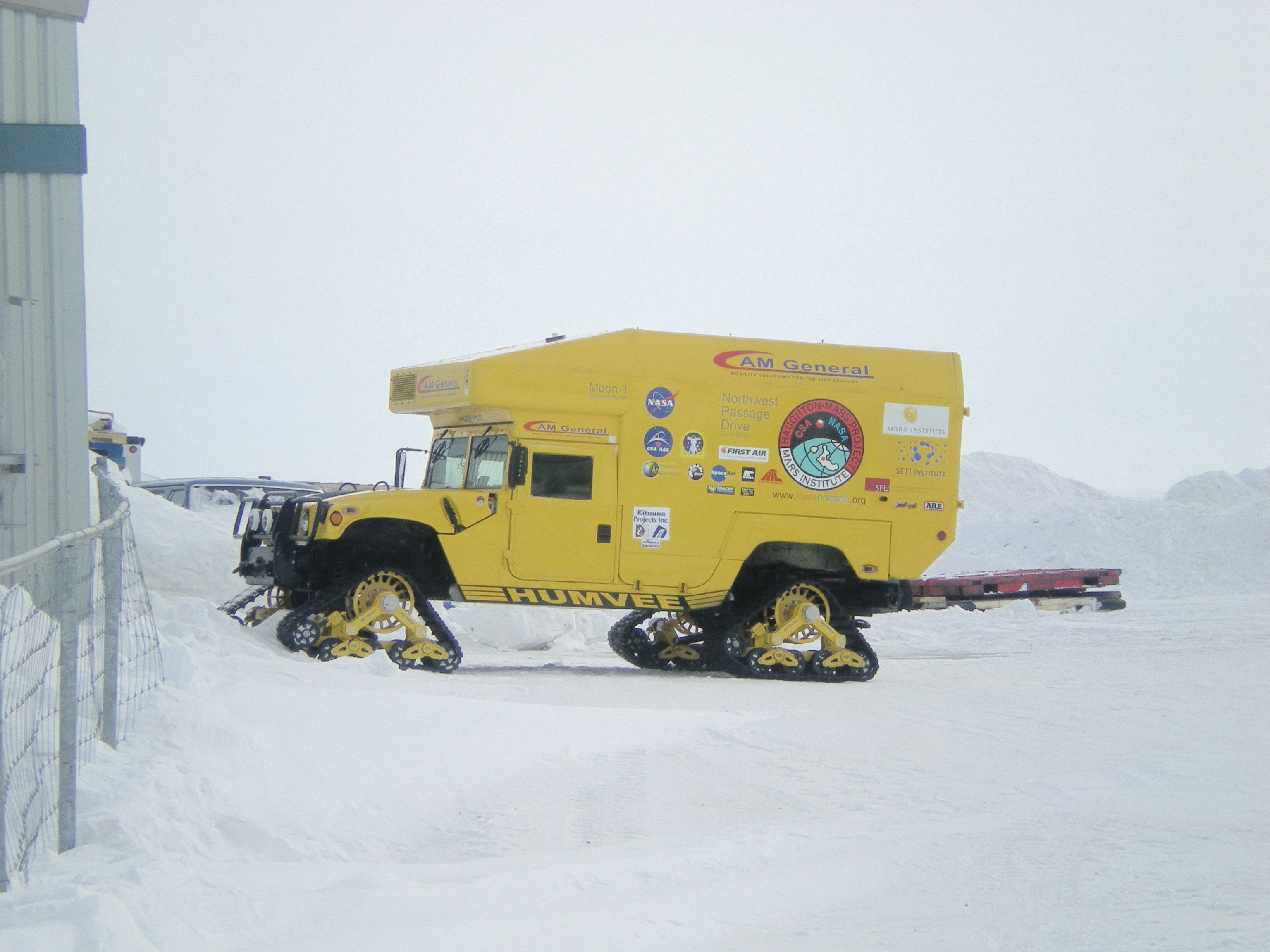
ep32で登場した、火星探査車 マーズ1・ハンビー・ローバーのベースとなった野戦救急車「ハマー」の一例。

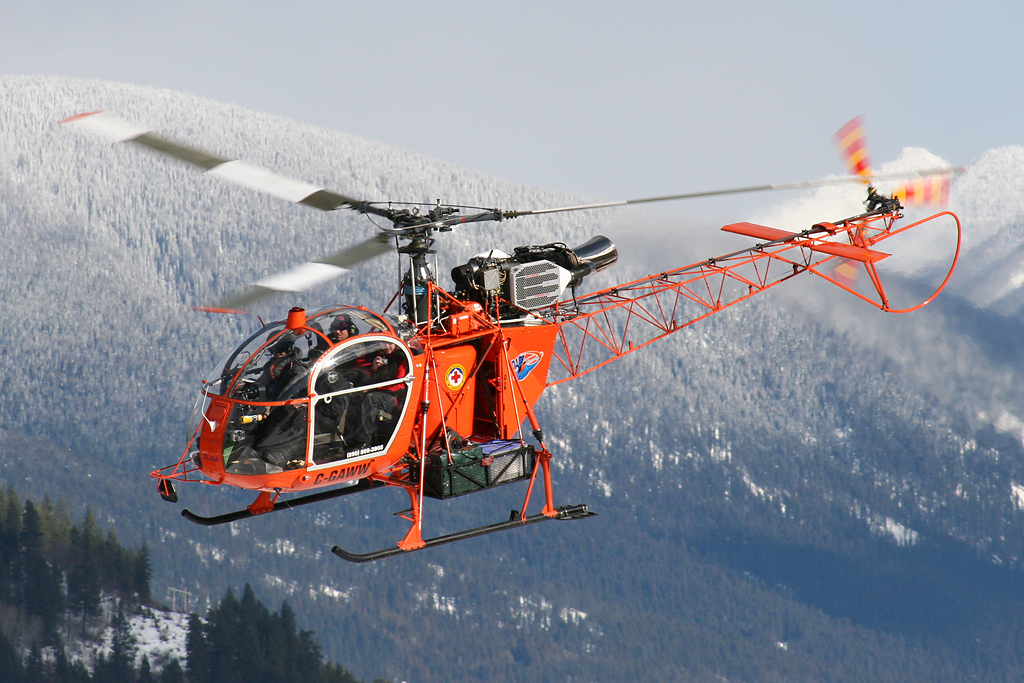
ep33で登場した、SA 315B ラマ

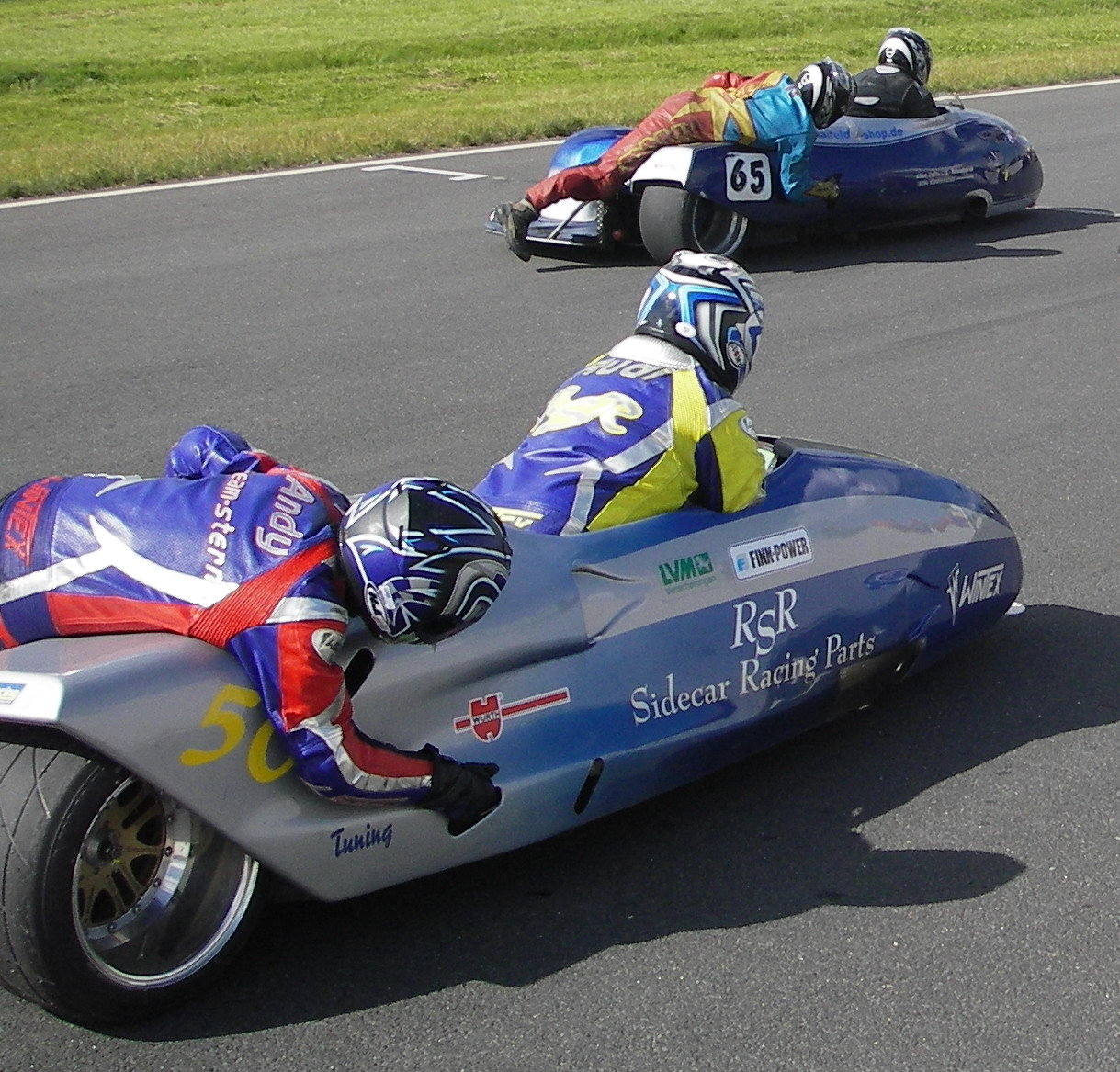
ep34で登場した、レース用サイドカーの一例。

ep35で登場した、水陸両用車・アクアダ。

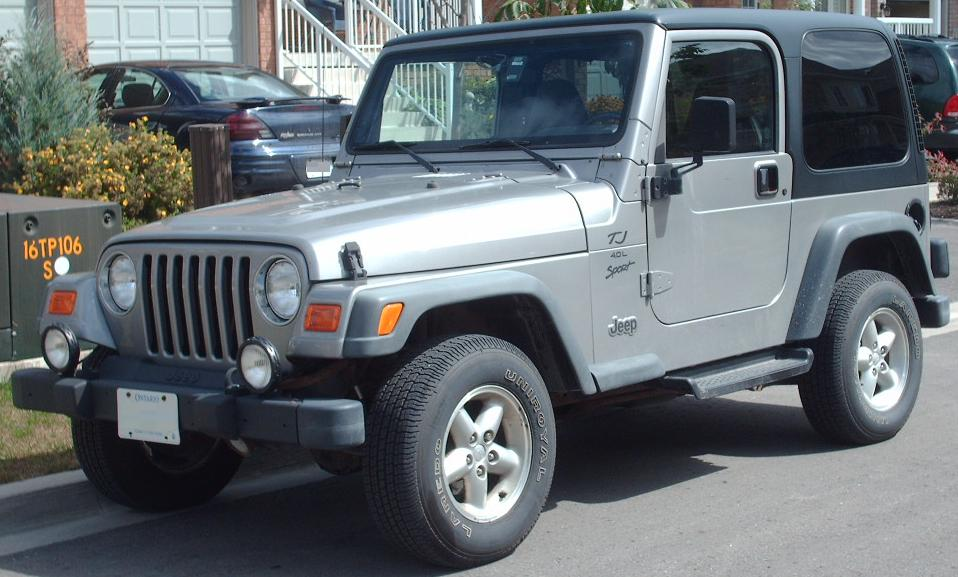
ep37で登場した、ジープ・ラングラー・スポーツ。

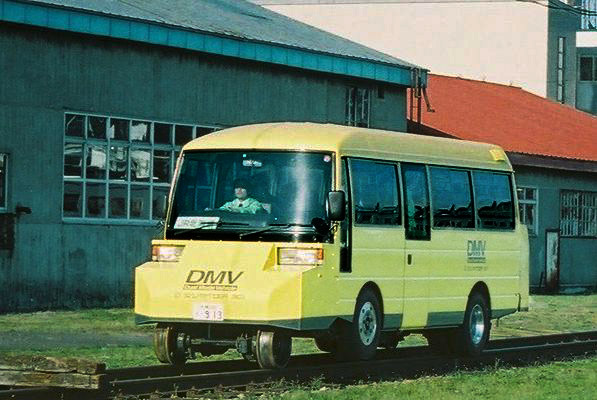
ep39で登場した、デュアル・モード・ビークル「サラマンダー901」。

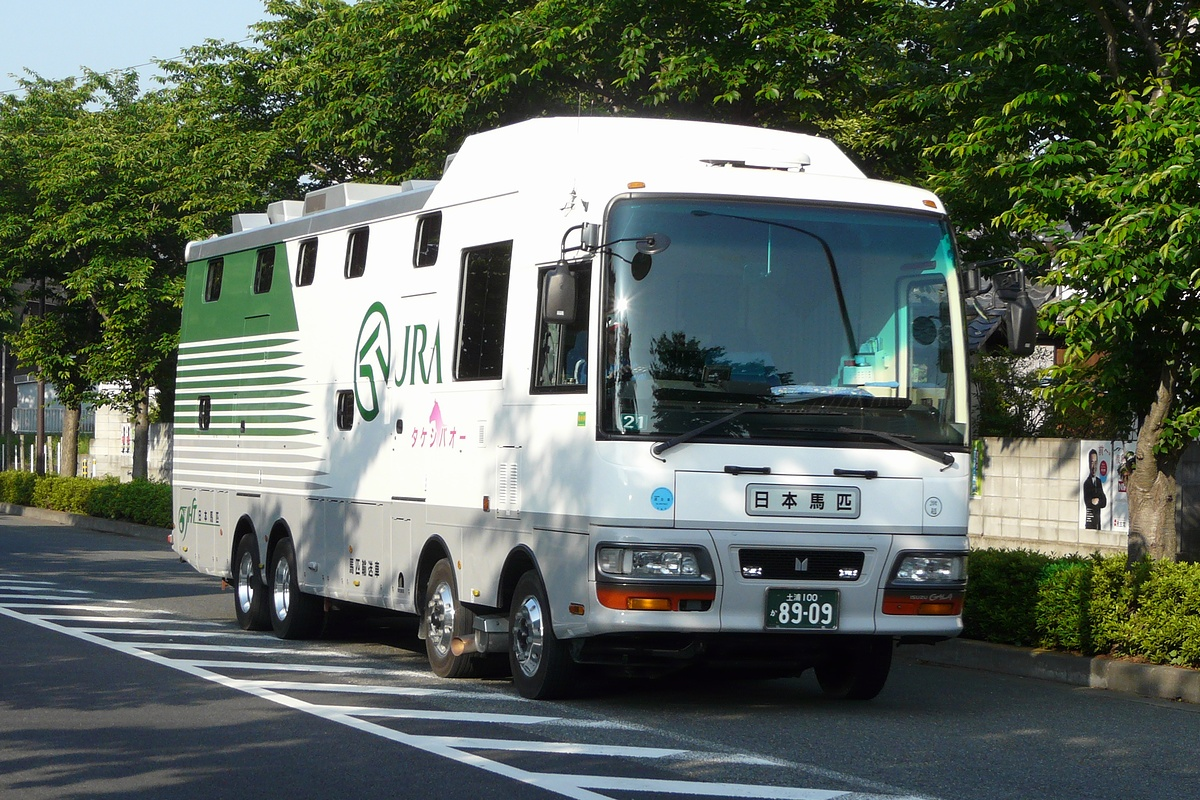
ep40で登場した、馬匹運搬車の一例。

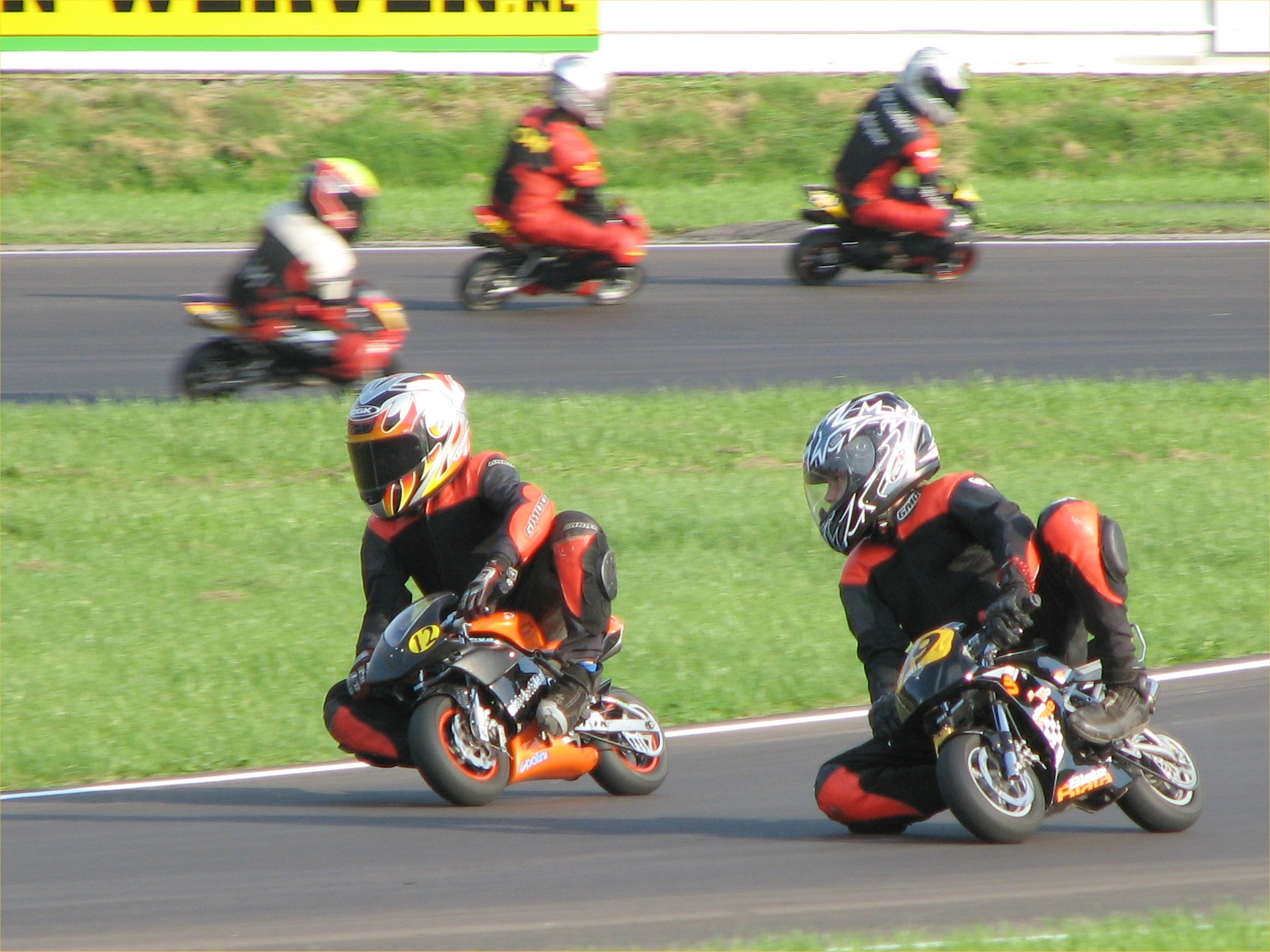
ep42で登場した、ポケバイ。

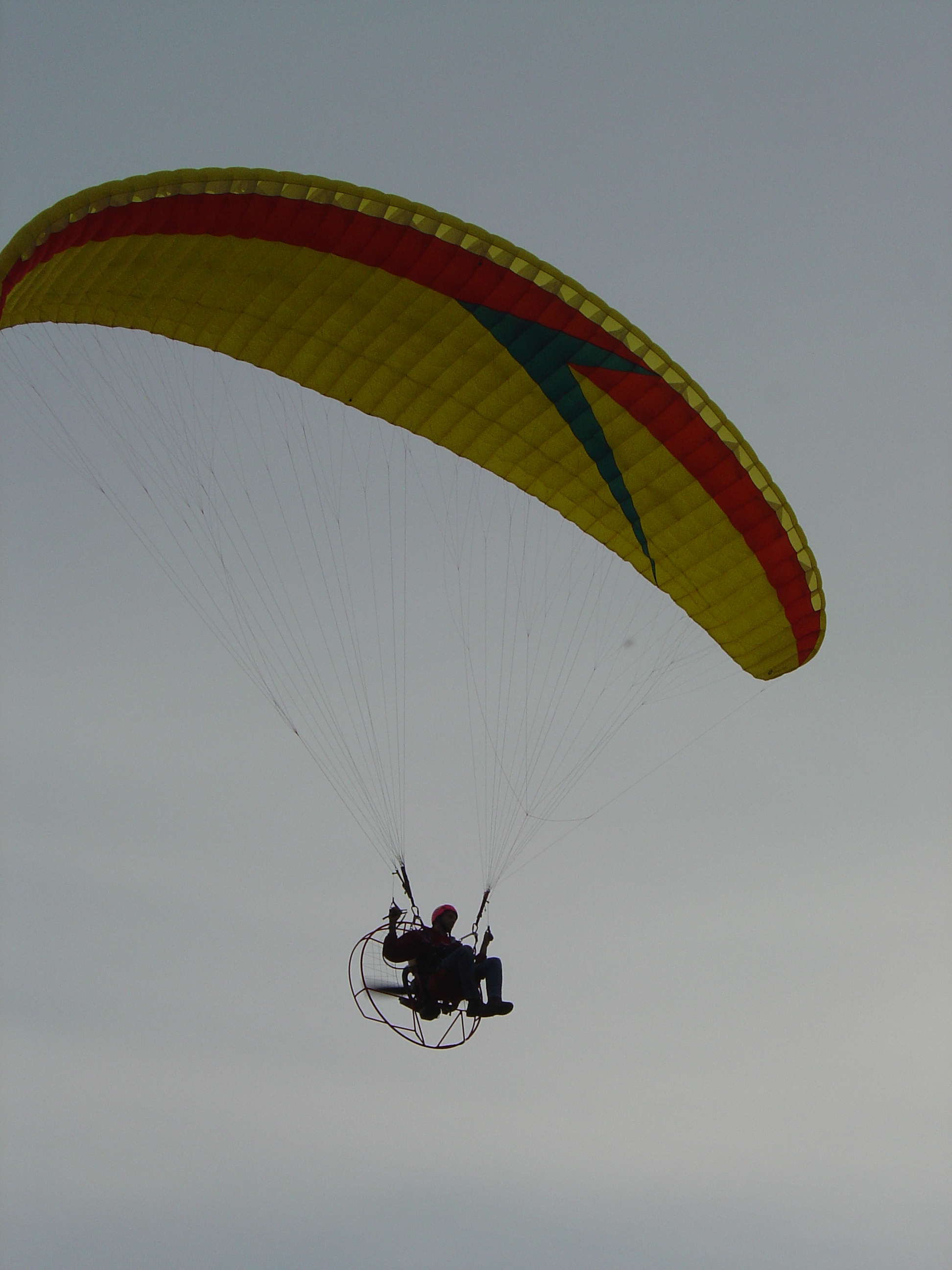
ep42で登場した、モーターパラグライダー。

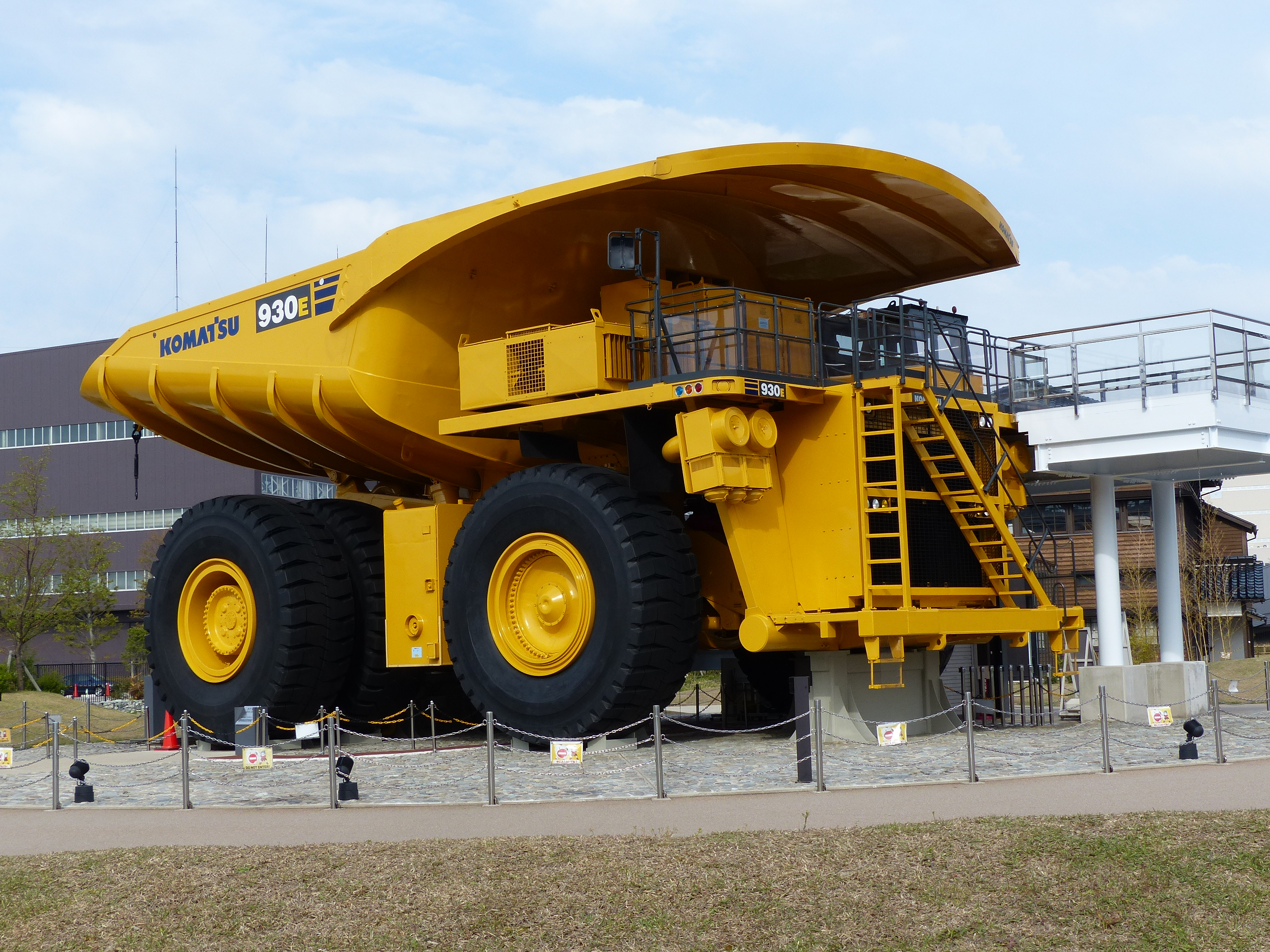
Lastエピソードで登場した、ホウルトラック・「コマツ 930E」。

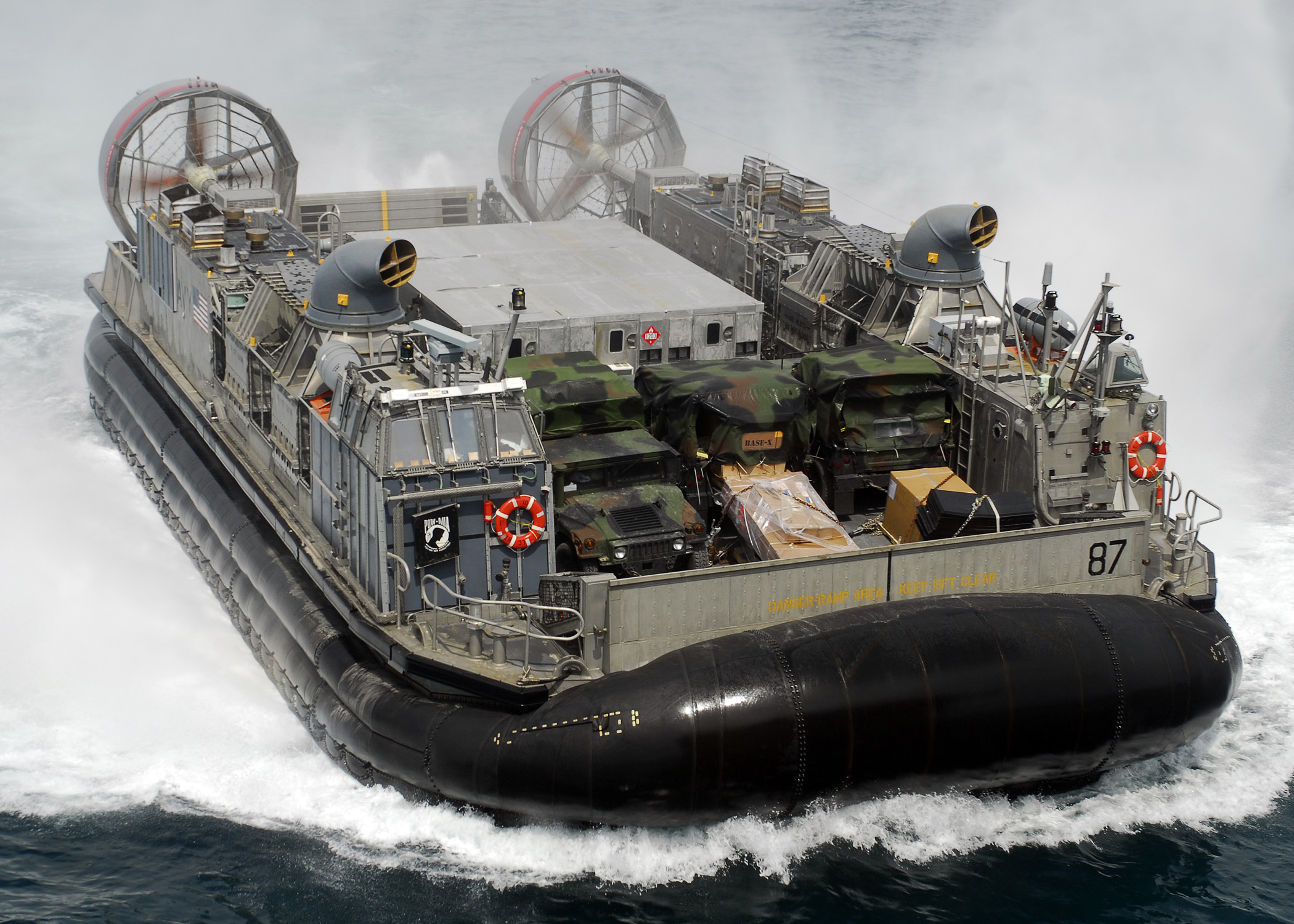
Lastエピソードで登場した、エア・クッション型揚陸艇「L-CAC」の一例。

序盤
学校では冴えないイジラレ役で、万年金欠で食費にさえ苦労している高校生・斑鳩悟。ごく平凡な彼だったが実は、世界中から様々な分野のスペシャリストだけを集めた国際的人材派遣会社『ASE』に所属している、どんな乗り物でも乗りこなす才能を持った『スーパーマルチドライバー』であった。
ASEドライバーへの依頼は多岐に渡り、自動車・バイク・飛行機・船舶、さらには建機・潜水艇・戦車に至るまで、悟は様々な乗り物の運転を乗りこなして任務を達成していく。しかし、スーパーマルチドライバーの師匠でもあるASEの上司・百舌鳥 創の査定は常に厳しく、いつも報酬は『1万円』に減額されてしまう。
そのため悟は生活費を稼ぐべく、マシンの整備・改造に天性の才能を持つ弱冠18歳の女子高生 清水初音や、大学講師もしている地質学専門エージェント烏丸理香らASEの同僚たちから、『数週間分の食費』を報酬として仕事を受けて、当面の生活を凌ぐこともあった。
中盤
やがて、ミスターパーフェクトの異名を持つロシアン・マフィア『キマイラ』のボスであるミハイルが、様々な犯罪組織に対して犯罪計画を指南して、ASEの前に立ちはだかる。キマイラの下には、悟に匹敵するマルチドライバーのロコや、元スペツナズ少佐のユーリィ・カザロフが集っていく。
悟たちASEは一丸となり、女好きで潜入工作のスペシャリストのクレーバー・オウル、元ニューヨーク市警SWATの隊員で格闘技と爆弾処理の達人・ジェームズ・波戸、生物学・植物学の専門家で、アマゾネスクイーンの異名を持つ亜取アキラらと共に、キマイラの犯罪を打ち砕いていく。
キマイラは、実業家ミハイルとしてASEに仕事を依頼して以来、悟に興味を示してその才能と人間性に惚れ込んで、『専属のビジネスパートナー』として自分の手元に置こうとする。
終盤
やがて、キマイラはASEを出し抜いて、ウランの発掘地点の情報を奪取したことが判明する。さらにそんな中、百舌鳥が突然にASEを辞めて、キマイラの下で働きだしたことが判明。同時にASEのメンバー達が次々とキマイラの罠に嵌められ、絶体絶命の窮地に陥ってしまう。
殺人の冤罪を着せられた波戸を救い出すため護送車を襲撃した悟は、オウルと亜取らと合流して、キマイラが指定した最終決戦の地へと潜入する。そこは、超大型トラック数台を用いた「兵器級ウランの製造拠点」だった。ASEエージェント達とカザロフ部隊、悟と百舌鳥の熾烈な戦いの末、かろうじて勝利した悟たちは、ウラン製造施設のトラックを強奪して逃亡を図る。
だが、そのトラックにはキマイラによって爆弾が設置されていたことが判明し、悟は進路を反転させてキマイラのいた場所へと戻り、キマイラとの決着を付けようとする。キマイラが乗っている濃縮ウランを積んだ移動基地「L-CAC」に乗り込んだ悟は、自分を銃で撃たせようとするキマイラを説得し、一人の人間『ミハイル』として生きるよう諭す。
そこに、瀕死のカザロフが現れ「L-CACの操縦室を破壊した」ことを告げる。進路を変えることも止まることもできないL-CACを、悟は加速することで崖を飛び越えるのであった。
エピローグ
ロコは裏社会から足を洗い、ヤマハに所属する天才ライダーとして開幕から無傷の3連勝を達成していた。そして高校を卒業した悟は、その後もASEドライバーとして様々なミッションをこなし、失明してしまった百舌鳥にも「俺が認めた真のASEドライバー」だと認められるほどの腕になっていた。
やがて悟が将来、宇宙に出てスペースシャトルさえも操縦するであろうことを思い描いたところで、物語は幕を閉じる。

## 登場人物

### ASE
Almighty Support Enterprise、略して『ASE』（エース）。「軍人からベビーシッターまで、常に一流を派遣する」をキャッチコピーとし、世界中から様々な分野のスペシャリストを集めた国際的人材派遣会社である。依頼料金は高額だが、任務遂行は正確かつ迅速。エージェント個人の意思で依頼を拒否することもできるとされる。
ASEへ依頼する際の報酬金は「とてつもなく高額」と言われており、ドライバーの報酬は任務内容や危険度にもよるが200～300万円である。遺跡発掘のために中東に数日間ASEドライバー1名を派遣した場合には、災害レスキューロボットの「援竜」の運搬費用込みで約3000万円を請求している。
斑鳩 悟（いかるが さとる）
本作の主人公。ASE所属のスーパーマルチドライバーで、各種自動車・オートバイ・船舶・飛行機のみならず、潜水艇や建設機械、電車などに至るまで、動力源の付いているあらゆる乗り物を初搭乗であろうと完璧に乗りこなす。本業は高校生で、年齢は初登場時17歳。安アパートで一人暮らしを送っている（両親については後述に記載）。
その運転技術の向上は止まることを知らず、終盤に差し掛かる前に作中最強となっている。ただし必要とあれば現実のスタントでもやらないような危険運転も躊躇いなく実行する上に同乗者への精神的配慮を軽視している節があるため、同乗者にかける精神的負荷も著しく強い（終盤では波戸ですら怯えるほどの非常に無茶な運転をしている）。
ASEのマルチドライバーだった父・真に憧れてASEドライバーを目指し、父のパートナー百舌鳥の指導の下、幼少時から厳しい訓練を積んできた。国際免許を所持しているのみでなく、国内外のあらゆる地域であらゆる任務を経験し、どの分野においても専門家を驚愕させるほどの活躍を見せている。
しかし、本来は一件につき数百万円の報酬があるにも関わらず、どれほど危険な任務を完遂しても、上司の百舌鳥の一存で『一件につき数万円』に抑えられている。しかも、たいがい百舌鳥に仕事のミスを指摘されて『1万円の報酬』にされており、物語中盤からは1万円がデフォルトになったようで生活は常に困窮している。そのため当面の食事代を報酬に、ASEを介さずに知り合いからの依頼を引き受けることもあった。
のちに正規の報酬が、百舌鳥によって秘密裏に預金されていたことが明らかになって、数千万円と思われる預金が入った通帳を渡されるも、貧乏性から抜け切れず全額を定期預金している（百舌鳥が秘密裏に預金していたのは、「学生に大金を持たせるわけにはいかない」という老婆心からだった）。
マシンに搭乗する時には「お前に生命を吹き込んでやる!!」、山場を越える時は「お前に魂があるのなら…応えろ!!」と必ず内心で語りかけ、マシンに対する感謝の念も忘れない。マシンに乗っていない時は行動が鈍く戦闘力も低いが、マシン搭乗時は戦闘力が極めて高く別人のように引き締まった雰囲気になるため、年上の女性に好かれている。激しいマシン操縦を行うために、体は鍛えられている。
初見の乗り物でも乗りこなすことができるのは、「乗ったマシンと瞬時にシンクロする」という特殊能力によるものである。一方であまりにもマシンに感情移入し過ぎるため、自分を危険に晒してまでもマシンを守ろうとしてしまう一面があり、真や百舌鳥から重大な欠点として危険視されていた。また、この能力の影響か普段からは考えられないほど冷徹な表情を見せることもあり、更には常に自身の命をマシンと一蓮托生させ、時には同乗者にまでそれを求める。後にこの能力は「眼前の敵対者の乗るマシンともシンクロする」という形に進化、十全に発揮された場合、相手の機動を完全に誘導することが可能という神業に至る。
敵に狙われるのを避けるため、百舌鳥の意向で学校では素性を明かしていない。そのため普段は行動の鈍さと相まって、クラスのいじられキャラとなっている。仕事による欠席・早退もしばしば見られるが、本編後半でなんとか高校3年に進級。高校生活がエンジョイできなかったと不満だったが、最終話では卒業もできた。
百舌鳥 創（もず はじめ）
ASE日本支部長。悟の運転技術の師匠でもある。元ASEドライバーで、現役時代は悟の父・真とコンビを組んで様々な伝説を残してきた。引退後もASEの幹部として内外から一目置かれており、世界中の様々な業種に幅広い人脈を持っている。一方でASEはあらゆる面で百舌鳥の力に頼り切りであり、後述の裏切りを装って抜けた際には、任務に関わる人員のダブルブッキングなど単純ミスが頻発するほど屋台骨がガタガタになってしまった。
火浦剛斎との戦いで真と自らの右目の視力を失って以来、一線を退いてデスクワークに専念している。しかし真に最高と評価された資質を有しているだけあって、引退して長い時間が経過してもなお、悟を凌ぐ運転技術、波戸を超える体力、アキラを圧倒する戦闘力を誇っている。普段はASEのリーダーとしてエージェント達を暖かく見守っているが、それを表に出すことは少なく、特に悟に対しては、不可避の損害を咎めてまで報酬を安く抑えるなど、理不尽なほど厳しく接している（先述したように未成年に大金を持たせたくない教育方針の隠れ蓑であった）。
ASEドライバーになる前は傭兵としてフォークランド紛争などに参加しており、並外れた戦闘能力とどんな乗り物でも乗りこなす運転技術から『デスマシン』の異名で怖れられていた。現役時代は、土壇場の底力はあったものの気性が荒く直情的な行動で窮地に陥ることが多く「頭でっかちの真と二人でようやく一人前」と評されていた。自身も当時を振り返って「無鉄砲を通り越してただの馬鹿」と語っている。また、運転技術自体も作中後半で悟に超えられており、当人も言及している。
真からは悟をASEドライバーにしないよう強く言い含められていたが、悟の意志を尊重して一流のドライバーへと鍛え上げた。物語終盤、悟が火浦剛斎を倒したのを見届けた後、何の前触れもなくASEを退職しキマイラ側へと寝返った。実は残された左目も失明しかかっており、寝返りはASE日本全体、及び悟が独り立ちできるようになるための荒療治だった。
清水 初音（しみず はつね）
ASE所属のメカニック。女性。年齢は初登場時18歳（悟の1学年上）。気が強く惚れっぽい。
マシンの整備・改造に天性の才能を持ち、高校生の頃からASEの一員として悟の乗機にチューニングを施していた。マシンのみならず、ある程度の武器・兵器の知識もあり、悟の任務用に6連発ゴム銃・ネットシューターやスタンロッドといった非殺傷武器を自作し、スクラップ同然のT-34戦車の修理をしたこともある。自身は戦闘力を持ち合わせていないが、自ら施した車載装備の操作や機転を利かせたアドバイスで悟の窮地を救うことも多い。
高校卒業後はASEに正式に就職。実家はホンダ系のオートバイショップで、鈴鹿8耐のプライベートチームも運営している。ホンダのCB400SFを所持していることが語られている。
烏丸 理香（からすま りか）
ASE所属の地質学専門エージェント。吊り目のショートヘアで、眼鏡をかけている。普段は明慶大学で講師を務めており、その美貌と頭脳で学生の羨望の的になっている。発掘調査などの土木系の仕事で悟と組むことが多い。
いつも「コアラのマーチ」「きのこの山」「パイの実」「森永チョコフレーク」「たけのこの里」などの定番の菓子類を持ち歩いており、悟が空腹を訴えるとそれを差し出して「それで飢えをしのいで」と言うのがパターンとなっている。
悟の様々な活躍を目の当たりにして以来、悟に想いを寄せている様子が見られる。アキラと仲が良く、意外と腕力もある。奥竹村出身。
クレーバー・オウル
ASE所属のエージェント。超人的な拳銃の腕前を持つ潜入工作のスペシャリストで、女好きで美形の自信家。自称『ジェームス・ボンドの後を継ぐ男』。登場する毎に女性を口説いているが、大抵相手は敵対する組織などの人間で、そのために窮地に陥ってしまうことが少なくない。子供の頃から映画好きで、窮地に陥ると映画ネタの軽口を飛ばす。
元軍人で戦争の愚かさ・悲惨さを知り、気に入らない任務を拒否できるASEに入った。悟と組んで仕事を行う時は、誰もが驚くほど息の合ったコンビネーションを見せるが、重度の乗り物酔い体質のうえ高所恐怖症であるため、乗物の使用が前提になる悟とのミッションを極端に嫌がっている。
本名ミロシュ。セルビア人で、少年時代はクロアチア紛争の難民だった。その時に難民キャンプで斑鳩真とパーフェクト・オウルに出会い、後に弟子入りしてオウルのコードネームを受け継ぎ、ASEの一員となった。当時のエピソードは外伝『A-LIVE!!』に描かれている。
ジェームズ・波戸（ジェームズ・はと）
ASE所属のエージェント。元ニューヨーク市警SWATの隊員で、格闘技と爆弾処理の達人。米軍に在籍した経験もあり、格闘においては特に蹴り技を得意とする。SWATの任務中に重傷を負い、その時に悟に助けられたことをきっかけに、エージェントとしてASEに入社した。贅沢は性に合わないらしく、その辺りも悟とは気が合う模様。
SWAT隊員だった日系人の父とアングロサクソン系の母との間に生まれた混血児で、日本名は波戸 大樹（だいき）。父が関西人であるため、日本語（関西弁）に堪能である。
ナチスの遺産を巡るASEとキマイラの抗争以来、ユーリィ・カザロフと因縁がある。
亜取 アキラ（あとり アキラ）
ASE所属のエージェント。生物学・植物学の専門家で、ラストプラントハンターと呼ばれている女性。日系ブラジル人三世で、IBAMAに所属しアマゾンの自然保護に努める一方、密猟者撲滅組織の一員として世界中を飛び回っている。
体格の良い美女で、手榴弾を百メートル以上遠投し、大人を殴って紙屑のように吹っ飛ばすなど、人間離れした怪力と格闘能力を有している。口より先に手が出る短気な性格で（時には百舌鳥にすら）怖れられ、『アマゾネスクイーン』『ドゥルガ』といったあだ名で呼ばれている。
アマゾンの地質調査で仕事を共にして以来、理香とは友人同士である。詳しくは言及されていないが、百舌鳥との出会いがASE所属のきっかけになった模様。
増尾（ますお）
百舌鳥の秘書。現場には出てこない。百舌鳥の退職後は悟の上司として仕事を仕切っているが、自信に欠ける振る舞いで悟を不安にさせているが、これは彼女の実力が発揮するポジションでない所に急遽駆り出されてしまったためである。事実、サポート役としての彼女は有能であり、とある依頼の際にはちょっとしたことから違和感を抱いたことで、百舌鳥さえも失念していた敵の存在にいち早く気付き、ギリギリの所で悟の救援に間に合うというファインプレーを見せている。
斑鳩 真（いかるが まこと）
悟の父。ASE創設期からのメンバーで、百舌鳥のパートナーとして数々の任務を成し遂げてきた伝説のマルチドライバー。スタントマンであった唯一の肉親を亡くした後、初代ASE会長に引き取られ、ドライバーとして鍛えられてきた。頭に血が上りやすい百舌鳥とは対照的に冷静沈着な性格で、百舌鳥の無茶をよく諌めていた。火浦剛斎との戦いで致命傷を負い、百舌鳥に火浦を倒すヒントを与え、悟を託して命を落とした。1960年2月7日生まれ。
悟の父親だけあってその運転技術は百舌鳥以上（百舌鳥が冷や汗をかくような危険運転も涼しい顔でこなす）であり、火浦をして「手負いだから倒せた」「初めて恐怖した相手」とまで言わしめた。
仕事に対する姿勢は極めて厳格で、無茶無謀にすぐ走る当時の百舌鳥を「出来の悪い相棒」、任務中の行動が何かと派手になるパーフェクトを「いつまでたっても二流」と独り言で手厳しく批評していた。
父親として家族に惜しみない愛情を注いでいた（妻子の危機の際は百舌鳥が釘を刺そうとしたほどの無茶をしている）が、マシンと完全に一体化してしまう悟の能力を危惧し、百舌鳥には悟をASEドライバーにしないよう強く念を押していた。既に逝去しているため劇中では回想シーン以外には登場しないが、外伝『A-LIVE!!』では主人公として、若き日の百舌鳥らと共に様々な活躍を見せている。
斑鳩 霞（いかるが かすみ）
悟の母で、真の妻。元はASEのエージェントで、要人警護と格闘の専門家。不治の病を患っているが、衰弱した身であっても暴力団が放ったチンピラ連中ならば瞬殺できるほどの腕力と技量を持つ。悟が幼い時に病死した。
パーフェクト・オウル
ASEイギリス支部所属の諜報員で、クレーバー・オウルの師匠。真と共にクロアチアの任務に就いた時にミロシュ少年と出会い、後にクレーバー・オウルとして育て上げた。「ジェームズ・ボンド以上の腕前」と自称しているが、女性の扱い方に関しては未だ彼の域ではないとも吐露している。クレーバーの女性に対するプレイボーイぶった態度はジェームズ・ボンドとこの人の影響である。『A-LIVE!!』に登場。年齢は当時28歳。

### キマイラ
ミハイル・セルゲイヴィチ・カラマーゾフ
ロシアの大富豪。退職後に実業家として成功した元連邦保安局局員の父の後を継ぎ、莫大な資産とコネクションを元に数々の事業を手がける一方、ミスターパーフェクトの異名を持つロシアン・マフィア『キマイラ』のボスとして、ASEと敵対しながら、世界に混沌をもたらす様々な陰謀を画策し続けている。『キマイラ』としては常に素顔を晒しているが、大富豪の時はカツラと眼鏡をつけて変装している。生前の父に散々迷惑をかけられたこともあってか、その死を全く悼んでいない節がある。
ミハイルとしてASEに仕事を依頼して以来、悟と個人的に親交を結び、その才能と人間性に惚れ込んで『専属のビジネスパートナー』として自分の手元に置こうとしている。出自もあいまって悪人として振る舞おうとしているが、悟のように自由な翼を持って生きることに憧れを抱いているなど、その心根は非情になり切ることも出来ない、紛れもない『人間』であった。全ての戦いが終わった後はいつの間にか姿を消していたが、悟からは「もうキマイラは滅びた」とも言われているため、これからはただの人間として生きていくことになった。
ロコ
悟のライバル。初登場時はサーメル国（中東にある架空の国家）のフンセル王親衛隊隊長で、『砂漠のジャッカル』の異名で恐れられる暗殺者だったが、悟の活躍により国を追われ、マルチドライバーとしてキマイラの傘下に加わった。
悟を強烈にライバル視し、様々な場面で幾度となく悟との対決を繰り広げている。ドライバーとしてはオートバイの操縦を特に得意とし、バイク戦では悟を圧倒することもある。ムスリムであり飲酒の習慣は持たない。
本名ロッコ・レイモンド。イギリス人外交官の父とサーメル人の母の間に生まれた混血児。サーメル国の政情不安定で父母が死んだ後は裏の仕事についているが、元々はレーサー志望で現在もレース出場のための資金を集めており、また暇さえあればレース観戦に駆けつけている。
ユーリィ・カザロフ
元ロシア軍特殊部隊・スペツナズの少佐。ナイフの達人で暗殺と工作の天才。ミハイルの父が創設したカザロフ部隊を指揮し、チェチェン紛争においては、チェチェン人でありながら多数の同胞の暗殺工作に関わってきた。近年チェチェン人の仕業に見せかけた偽装テロを実行したことが明るみになり、ロシアからは反政府テロリストとして切り捨てられ、チェチェンからは裏切り者として追われており、帰る場所がない。そのせいか、病的なまでに戦う場所を求めている。
キマイラのテストを受けた後、部隊の生き残りと共にキマイラに雇われ、工作員として暗殺や潜入など様々な任務を行っている。

### 悟の同級生
寺西（てらにし）、松崎（まつざき）、小野（おの）
悟の同級生。学校にいる時は常に四人で行動を共にしている。悟の正体を知らず、ただの鈍臭い友人だと思っていた。修学旅行における軍艦島での事件で悟がASEドライバーであることを知ったが、その後も変わらずいい仲間として接している。
春日（かすが）
悟の同級生（女子）。クラスの委員長を務めており、美人で成績も優秀。周囲には内緒にしているが、大のバイクファン。
鈴鹿8耐で悟の活躍を目の当たりにし、それをきっかけに悟がASEドライバーであることを知る。以来悟に想いを寄せ、どうにかして距離を縮めようとしているが、その度に邪魔が入っている。自称『天才ライダー斑鳩悟のファン第1号』。愛車はスズキ・SV400。

### その他の登場人物
稲垣（いながき）
JR東日本職員で、筋金入りの鉄道ファン。木村ボンバーズの事件以来、悟と個人的に親交を結んでいる。
悟が鉄道関係の依頼を遂行する時は、サポート役としてコンビを組むこともある。また、その鉄道に関する膨大な知識と並外れた情熱が百舌鳥の目に留まり、ASEにスカウトされたこともある。柔道二段、空手二段の実力の持ち主だが、作中で格闘を披露する場面はなかった。
ケリー・レイヴンウッド
米国海軍SEALs特殊作戦部長。階級は少佐。カウンターテロの第一人者で百舌鳥と繋がりがあり、様々な形でASEに接触している。
ロットン
映画「ワイルドラン2」のスタントチームのリーダー。「生身の人間が限界を挑む映像に真の感動がある」をモットーに、映画の撮影においては限界ギリギリのマシンアクションを追求している。撮影のスタントをASEに依頼したことで悟と知り合い、後に指名手配中の悟にバイクを提供した。連載初期の登場人物の中で後半明かされる悟の弱点に気付いて指摘していた貴重な人物。
火浦 剛斎（ひうら ごうさい）
『東洋の破壊王（アジアンクラッシャー）』の異名を取る、元傭兵の殺し屋。予知能力じみた洞察力と、それに裏打ちされた圧倒的な戦闘力を誇る。
10年前に真・百舌鳥と死闘を繰り広げ、真を死に至らしめて百舌鳥の右目を奪った末に逮捕され、刑務所に投獄された。刑期終了後、暴力団江戸山組の力を借りて百舌鳥への復讐を目論み襲撃を仕掛けてくる。
予知のような力の正体は、相手の逃げ道を無理矢理に潰して回ることで冷静さを失わせ、思考を狭めてしまう単純な手法であるが、火浦の凄まじい身体能力で体勢を立て直す暇もなく矢継ぎ早に行われるので、戦っている内にまるで自分の行動が全て火浦に読まれているように錯覚してしまうというもの。
悟に予知能力のタネを見破られてからは、逆に冷静さを失ってしまい一方的に叩きのめされて再び逮捕された。

## 登場した乗り物
| 巻   | EP   | 乗り物                                                                                     |
| ---- | ---- | ------------------------------------------------------------------------------------------ |
| 1巻  | 1    | ジェットスキー                                                                             |
| 1巻  | 2    | ホイールローダ「992G」、 消防用はしご車                                                    |
| 1巻  | 3    | ジェット戦闘機「T-38」                                                                     |
| 2巻  | 4    | 特急列車「スーパーひたち651系」、常磐線快速列車、ASEヘリ                                   |
| 2巻  | 5    | トラック「ASE仕様 カミオン」                                                               |
| 2巻  | 6    | スノーモービル                                                                             |
| 3巻  | 7    | 建機 「ドロップハンマー」                                                                  |
| 3巻  | 8    | 潜航艇 「DSRV」                                                                            |
| 3巻  | 9    | 自動車 「スバル360ヤングSS」                                                               |
| 4巻  | 10   | ジャイロプレーン                                                                           |
| 4巻  | 11   | 大型バイク 「BMW・R1150R」、自動車 「ダッジ・バイパー」                                    |
| 4巻  | 12   | 小型飛行船                                                                                 |
| 4巻  | 13   | パワーボート（ACE特製・C-1クラス）                                                         |
| 5巻  | 14   | トライアル用バイク 「ガスガス・TXT PRO」                                                   |
| 5巻  | 15   | ショベルカー 「B1U-1」                                                                     |
| 5巻  | 16   | プロペラ戦闘機 「零戦」                                                                    |
| 5巻  | 17   | 大型バイク 「ホンダ・CBR954RR」                                                            |
| 6巻  | 18   | ホバークラフト・ASEスペシャルACV                                                           |
| 6巻  | 19   | 自動車 「プジョー106Ｓ16」、T-34/85                                                        |
| 6巻  | 20   | 建機 「グランビートル 135SR」、バイク 「ホンダ・CBR1100XXスーパーブラックバード」          |
| 7巻  | 21   | バギー（FAV）                                                                              |
| 7巻  | 22   | 自動車 「ロールスロイス・ファントムVI」                                                    |
| 7巻  | 23   | バイク 「ホンダ・モンキー」                                                                |
| 8巻  | 24   | 建機 「T-52 援竜」                                                                         |
| 8巻  | 25   | 砕氷船「ガリンコ号II」、モーターボート                                                     |
| 8巻  | 26   | 消防飛行艇 「新明和工業 PS-1」                                                             |
| 9巻  | 27   | 四輪バギー 「TRX450R」                                                                     |
| 9巻  | 28   | 自航式有人潜水艇「はくよう」                                                               |
| 9巻  | 29   | ヘリコプター 「ベル412」                                                                   |
| 10巻 | 30   | バイク「ホンダ・CB400SF 教習仕様」                                                         |
| 10巻 | 31   | ジェット機 「CRJ200LR」、モノレール 「東京モノレール2000形電車」                           |
| 10巻 | 32   | マーズ1・ハンビー・ローバー 「ハマー」                                                     |
| 10巻 | 33   | ヘリコプター 「SA 315B アルウェットIII型・ラマ」                                           |
| 11巻 | 34   | F2サイドカー・サンダーボルト                                                               |
| 11巻 | 35   | 水陸両用車・アクアダ                                                                       |
| 11巻 | 36   | XR250、FTR223                                                                              |
| 12巻 | 37   | ジープ・ラングラースポーツ                                                                 |
| 12巻 | 38   | バイク「ホンダ・スーパーカブ」                                                             |
| 12巻 | 39   | デュアル・モード・ビークル[サラマンダー901]                                                |
| 13巻 | 40   | 馬匹運搬車・ホーストランスポーター                                                         |
| 13巻 | 41   | ゴーペッド・ビッグフット、クルーズフェリー[サン・パーク号]                                 |
| 13巻 | 42   | トヨタ・ランドクルーザー、BMW・3シリーズ、モーターボート、ポケバイ、モーターパラグライダー |
| 14巻 | 43   | カワサキ・Ｄトラッカー                                                                     |
| 14巻 | Last | ホンダXR-250、コマツ930Ｅ                                                                  |
| 15巻 | Last | 軍事強襲上陸用ホバートラック・L-CAC                                                        |

## 書誌情報
- 小学館（少年サンデーコミックススペシャル）
  1. 2003年3月18日発売 ISBN 978-4-09-127701-5
  2. 2003年5月17日発売 ISBN 978-4-09-127702-2
  3. 2003年7月18日発売 ISBN 978-4-09-127703-9
  4. 2003年10月18日発売 ISBN 978-4-09-127704-6
  5. 2004年1月17日発売 ISBN 978-4-09-127705-3
  6. 2004年5月18日発売 ISBN 978-4-09-127706-0
  7. 2004年8月6日発売 ISBN 978-4-09-127707-7
  8. 2004年11月18日発売 ISBN 978-4-09-127708-4
  9. 2005年1月18日発売 ISBN 978-4-09-127709-1
  10. 2005年5月18日発売 ISBN 978-4-09-127710-7
  11. 2005年8月8日発売 ISBN 978-4-09-127851-7
  12. 2005年11月18日発売 ISBN 978-4-09-127852-4
  13. 2006年2月17日発売 ISBN 978-4-09-120060-0
  14. 2006年5月18日発売 ISBN 978-4-09-120349-6
  15. 2006年8月11日発売 ISBN 978-4-09-120560-5

- 小学館（My First BIG Special）※廉価版、選集
  - ［オン・ザ・ロード］ 2010年10月15日発売 ISBN 978-4-09-107199-6
  - ［グレート・レース］ 2010年11月19日発売 ISBN 978-4-09-107206-1
  - ［エメラルド・フォレスト］ 2010年12月17日発売 ISBN 978-4-09-107291-7
- 小学館（少年サンデーコミックススペシャル）※新装版
  1. 2016年7月12日発売 ISBN 978-4-09-123083-6
  2. 2016年8月18日発売 ISBN 978-4-09-123084-3
  3. 2016年9月15日発売 ISBN 978-4-09-123085-0
  4. 2016年10月14日発売 ISBN 978-4-09-123086-7
  5. 2016年11月15日発売 ISBN 978-4-09-123087-4
  6. 2016年12月15日発売 ISBN 978-4-09-123088-1
  7. 2017年1月13日発売 ISBN 978-4-09-123089-8
  8. 2017年2月15日発売 ISBN 978-4-09-123090-4
  9. 2017年3月15日発売 ISBN 978-4-09-193178-8
  10. 2017年4月14日発売 ISBN 978-4-09-193179-5

## 脚注

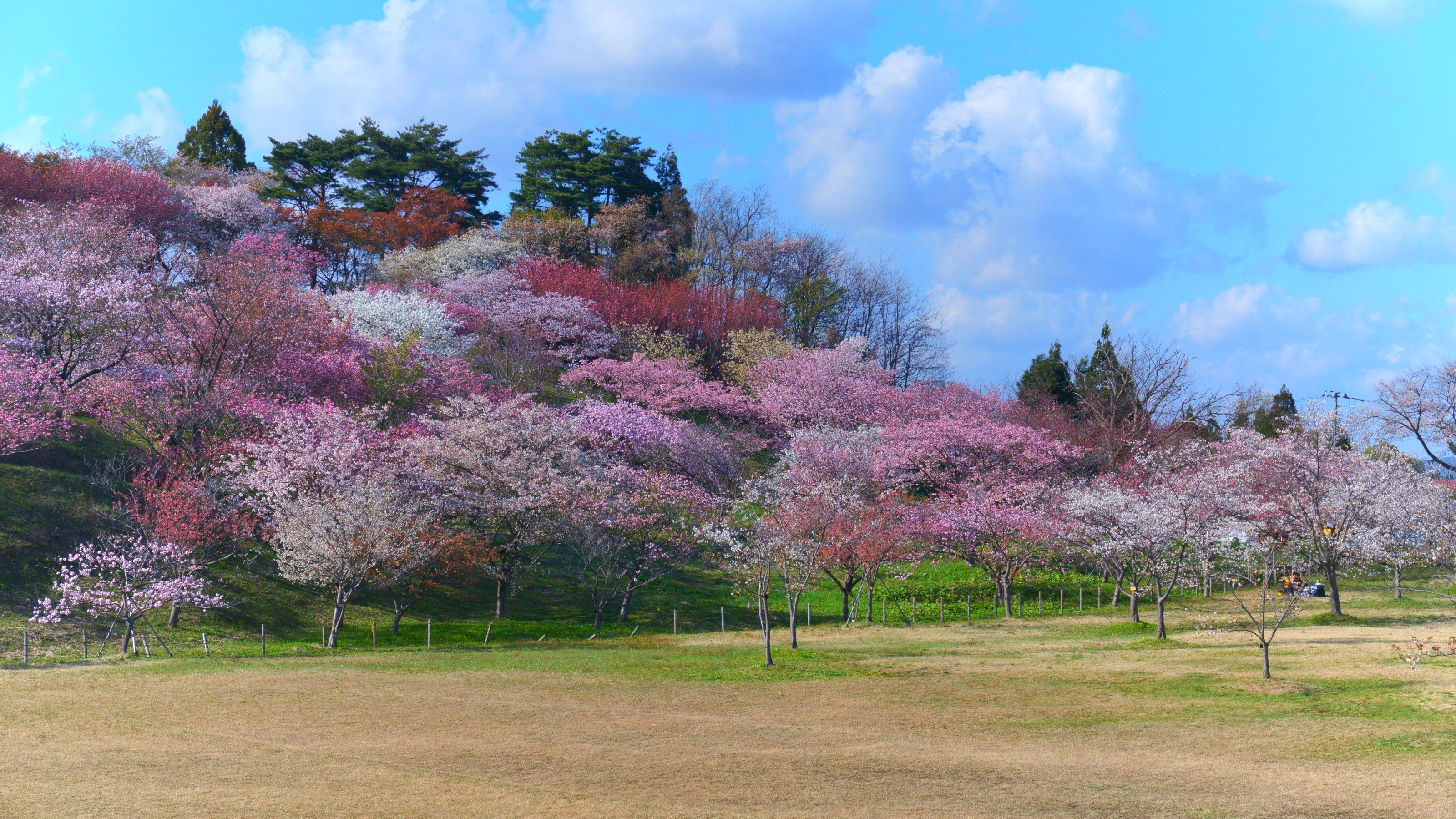
ep9で登場した、秋田県南秋田郡にある日本国花苑。

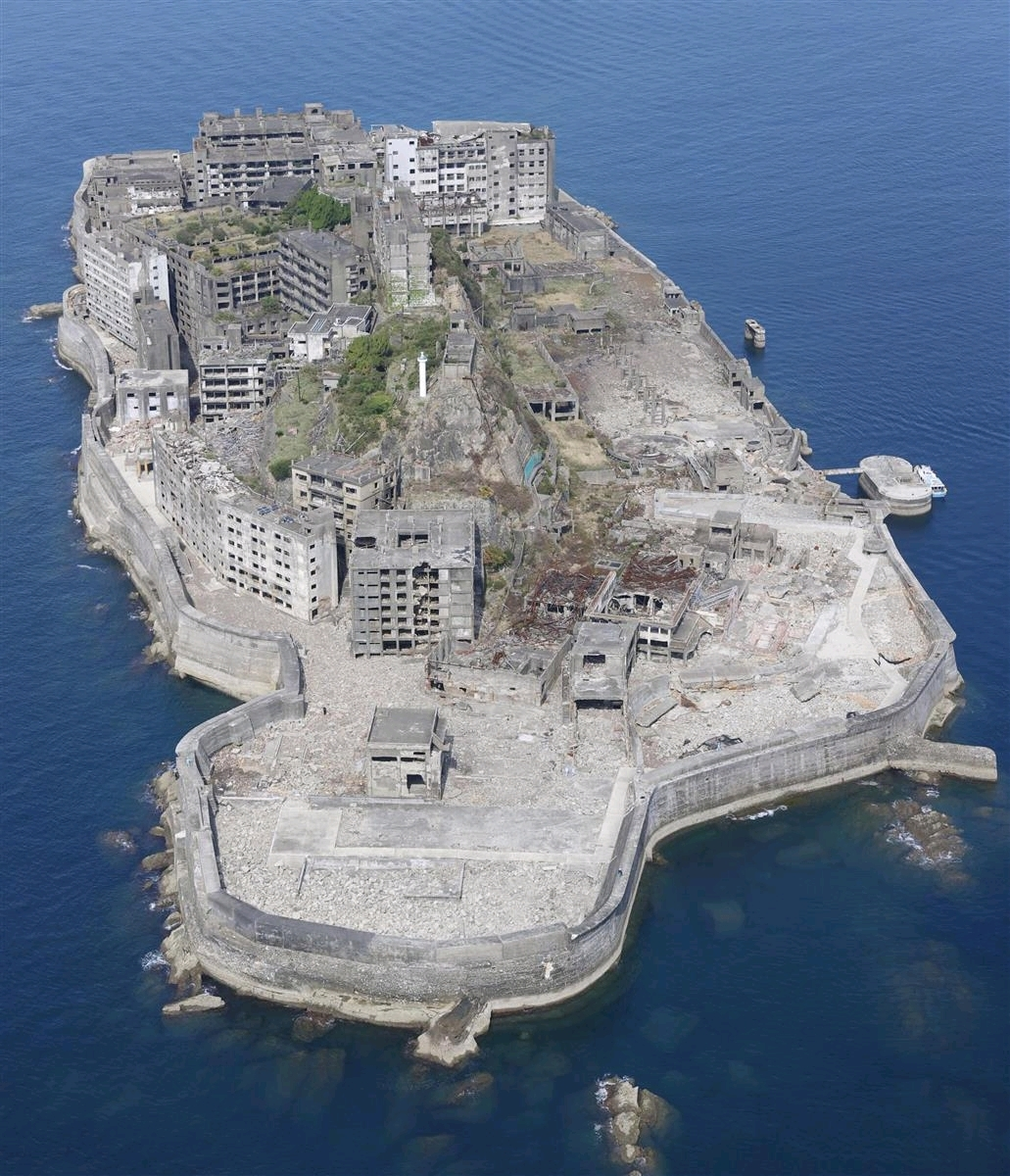
ep38で登場した、長崎県長崎市にある軍艦島。